# Союз-2 (семейство ракет-носителей)
«Сою́з-2» (рабочее название проекта — «Русь») — семейство трёхступенчатых ракет-носителей среднего класса, разработанное и производимое РКЦ «Прогресс» (Самара) путём глубокой модернизации ракеты-носителя «Союз-У».
Является частью семейства ракет-носителей Р-7.
Масса полезной нагрузки выводимой на низкую орбиту Земли — от 2800 кг до 9200 кг в зависимости от модификации и точки запуска.
В семейство «Союз-2» входит также двухступенчатая РН «Союз-2.1в» лёгкого класса.
В долгосрочной перспективе семейство РН «Союз-2» может быть заменено на перспективное семейство РН «Союз-5» («Иртыш») и/или близким по грузоподъёмности «Союз-6».

## Назначение
Ракеты предназначены для выведения космических аппаратов (КА) на низкие, средние, высокие, солнечно-синхронные, геопереходные и геостационарные орбиты с существующих стартовых комплексов. В том числе предусматривается запуск пилотируемых и грузовых космических кораблей по программе Международной космической станции.
Процесс замены РН «Союз-У» и «Молния-М» на РН «Союз-2» этапов 1а и 1б, который начался одновременно с лётными испытаниями РН «Союз-2» этапов 1а и 1б, завершён, эксплуатация старых типов носителей прекращена. Для выведения транспортных пилотируемых кораблей типа «Союз» процесс перехода с РН «Союз-ФГ» на «Союз-2» этапа 1а был заморожен в июле 2013 года по причине нехватки финансирования «Роскосмоса». Завершить переход на «Союз-2» этапа 1а планируется в 2020 году.

## Конструкция
Ракеты «Союз-2» состоят из четырёх боковых блоков первой ступени, центральной второй ступени и центральной третьей ступени, к которой сверху через переходник крепится полезная нагрузка (возможно, с разгонным блоком) под обтекателем. На старте зажигаются одновременно боковые блоки и двигатель второй ступени.

### Блоки первой ступени
Каждый из четырёх боковых блоков («Б», «В», «Г» и «Д») выполнен в форме конуса, имеет сухую массу 3784 кг, полную массу 44 413 кг, несёт 11 260 кг горючего и 27 900 кг окислителя. Горючее и окислитель находятся в стабилизированных давлением баках из алюминиевого сплава. Длина блока 19,60 м, максимальный диаметр 2,68 м. Маршевый двигатель блока — РД-107А с четырьмя основными камерами сгорания, тяга 838,5 кН (~85,6 тс) на уровне моря, 1021,3 кН (~104 тс) в вакууме, удельный импульс двигателя 262 с на уровне моря, 319 с в вакууме. Наддув топлива осуществляется испарением жидкого азота. Турбонасосный агрегат работает от газогенератора на каталитически разлагаемой перекиси водорода. Время горения 118 с, тяга ступенчато управляемая. Двигатель содержит, кроме четырёх неподвижных маршевых камер, две управляющие камеры с тягой по 35 кН, с отклонением до 45 градусов и гидроприводом. Блоки крепятся ко 2-й ступени (на одном уровне по окружности с шагом 90°) с помощью пироболтов.

### Вторая ступень
Вторая ступень (блок «А») имеет форму двух соосных цилиндров (верхний — большего диаметра), сопряжённых конусным переходом. Максимальный диаметр ступени 2,95 м, высота 27,10 м. Её сухая масса 6545 кг, полная масса 99 765 кг. Ступень несёт 26 300 кг горючего и 63 800 кг окислителя. Маршевый двигатель ступени — РД-108А с четырьмя основными камерами сгорания, тяга 792,5 кН (~80,8 тс) на уровне моря, 990,2 кН (~94 тс) в вакууме, удельный импульс двигателя 255 с на уровне моря, 319 с в вакууме. Наддув топлива осуществляется испарением жидкого азота. Турбонасосный агрегат работает от газогенератора на каталитически разлагаемой перекиси водорода. Время горения 286 с, тяга ступенчато управляемая. Помимо четырёх неподвижных маршевых камер, двигатель включает в себя четыре управляющие камеры с тягой по 35 кН, с отклонением до 45 градусов и гидроприводом. Вторая ступень соединена с третьей ступенью с помощью пироболтов.

### Третья ступень
Третья ступень (блок «И») имеет цилиндрическую форму, её диаметр 2,66 м, высота 6,70 м. Сухая масса 2355 кг, масса с топливом 27 755 кг. Ступень несёт 7600 кг горючего и 17 800 кг окислителя. Маршевый двигатель ступени — либо РД-0110 (в вакууме тяга 297,9 кН (~30,4 тс), удельный импульс 326 с), либо в более поздних вариантах РД-0124 (в вакууме тяга 294,3 кН (~30,0 тс), удельный импульс 359 с). В обоих случаях двигатель имеет четыре основные камеры сгорания, в варианте РД-0124 они подвижные, каждая из которых может качаться в одной плоскости, обеспечивая управление вектором тяги. В варианте РД-0110 основные камеры неподвижны, управление осуществляется с помощью четырёх рулевых сопел, из которых выбрасывается отработанный газ турбонасосного агрегата. Время горения 270 с. Наддув топлива осуществляется испарением жидкого гелия.

### Топливо
В качестве горючего всеми ступенями может использоваться топливо Т-1 или нафтил РГ-1, в качестве окислителя — жидкий кислород.
Первоначально в ракете использовалось исключительно топливо T-1 (авиационный керосин), однако в связи с истощением Анастасиевско-Троицкого месторождения, из нефти которого оно производится, начался перевод ракеты на использование нафтила. С ноября 2017 года нафтил на носителях семейства «Союз-2» использовался в качестве горючего только в блоке «И» (третьей ступени) модификации 1б, 23 октября 2022 произошёл первый запуск ракеты полностью на нафтиле. По информации, размещённой на сайте Роскосмоса, в дальнейшем с космодрома «Восточный» не будут производиться пуски ракет с керосином Т-1 в качестве горючего, однако на Байконуре продолжится использование керосина.
Как следует из технической документации, нафтил обладает несколько большей плотностью, чем керосин Т-1 (0,833 против 0,8 г/см³), вследствие чего при использовании нафтила масса горючего в ступенях возрастёт: на 199 кг увеличится масса топлива одного блока первой ступени, на 468 кг — второй ступени, на 128 кг — третьей для модификации 1а. Кроме того, нафтил обладает большей теплотой сгорания — примерно на 100 кДж/кг выше, чем у керосина Т-1.

## Замена на РН «Союз-5» («Иртыш»)
Планировалось, что на смену ракетам «Союз-2» придет семейство ракет «Союз-5» («Иртыш»), головным разработчиком которого является РКЦ «Прогресс».
При разработке семейства «Союз-5» был использован задел по программе «Русь-М».
Первоначальный вариант — двухступенчатая РН среднего класса «Союз-5.1» тандемной схемы на компонентах топлива сжиженный природный газ и жидкий кислород и с массой полезной нагрузки около 8,5 тонн. Существуют и другие варианты, в том числе на другие массы полезных нагрузок, а также с использованием керосина в качестве топлива.
По состоянию на январь 2016 года по теме «Союз-5» завершено эскизное проектирование, которое, в отличие от проведённой до него научно-исследовательской работы, выполнялось в инициативном порядке.
В дальнейшем, в рамках Федеральной космической программы на 2016—2025 годы сформированы требования «Роскосмоса» к космическому ракетному комплексу «Феникс» и проведены опытно-конструкторские работы (с 2018 года) с использованием задела по комплексу «Союз-5».
- 26 июля 2019 года глава Роскосмоса Дмитрий Рогозин сообщил СМИ, что «Союз-2.1а» и «Союз-2.1б» могут оснастить двигателями РД-180, которые Россия сейчас поставляет в США, но не использует в отечественных ракетах[17].

## Обтекатели, используемые для непилотируемых запусков
РН «Союз-2» используется для различных непилотируемых запусков, в том числе продвигается «Старсем» для коммерческих запусков спутников. При этом используются следующие типы головных обтекателей:
- Грузовой космический корабль «Прогресс» используется для доставки различных грузов на МКС (как прежде использовался для доставки на станцию Мир). Корабль использует специализированный головной обтекатель (одинаковый для «Союз-У», «Союз-ФГ» и «Союз-2»);
- тип обтекателя А используется для коммерческих запусков. Кроме «Союз-2» используется на «Союз-У», «Союз-ФГ»;
- тип обтекателя С используется для коммерческих запусков «Старсем». Обтекатель имеет внешний диаметр 3,7 м и длину 7,7 м. РБ «Фрегат» спрятан под обтекателем вместе с полезной нагрузкой;
- тип обтекателя СЛ используется для коммерческих запусков «Старсем». Обтекатель имеет внешний диаметр 3,7 м и длину 8,45 м. РБ «Фрегат» спрятан под обтекателем вместе с полезной нагрузкой. Этот тип обтекателя был использован для запуска КА COROT;
- тип обтекателя СТ используется для коммерческих запусков «Старсем». Обтекатель имеет внешний диаметр 4,1 м и длину 11,4 м. Данный тип обтекателя может быть использован только вместе с «Союз-2», так как аналоговые системы управления не способны стабилизировать полёт, парируя аэродинамические возмущения, возникающие при полёте с обтекателем такого размера. Этот углепластиковый обтекатель адаптирован с РН Ariane 4[18]. Это единственный тип обтекателя, предлагаемый Старсем и Arianespace при запуске из Куру[19]. Этот тип обтекателя был использован для запуска КА MetOp-A.

## Стартовые площадки
Так как, с точки зрения конструкции, РН «Союз-2» является модификацией РН «Союз-У» его запуск возможен с любого стартового комплекса, предназначенного для запуска ракет-носителей семейства Р-7 после установки специфического для «Союз-2» оборудования и прокладки соответствующих кабельных связей.
На сегодня[когда?]

 переоборудованы под запуск РН «Союз-2» следующие стартовые комплексы:
- «Плесецк», площадка 43 / старт № 4 (оборудование для более старых РН демонтировано, поэтому запускать с данного стартового комплекса можно только «Союз-2»).
- «Байконур», площадка 31 (на 2011 год в МИК и на стартовом комплексе установлено оборудование как для проверки и запуска «Союз-У»/«Союз-ФГ», так и для «Союз-2», поэтому с данной площадки возможны и производятся запуски всех вышеперечисленных РН).

Планируется доработка под запуск РН «Союз-2» следующих стартовых комплексов:
- «Плесецк», площадка 43 / старт № 3 (МИК используется общий для площадки 43, поэтому его доработка не требуется).
- «Плесецк», площадка 16.
- «Байконур», площадка 1 (так называемый «Гагаринский старт», откуда осуществляются (совместно с площадкой 31) российские пилотируемые запуски)[20]. Однако в 2023 году это решение отменено, площадка окончательно выведена из эксплуатации[21].
- Площадка ELS на космодроме Куру.

На новом российском космодроме «Восточный» построен стартовый комплекс «Союз-2».
Кроме вышеперечисленных площадок для запуска «Союз-2» (модификаций СТ-А, СТ-Б) специально построен стартовый комплекс в Гвианском космическом центре (ГКЦ), технология запуска с которого кардинально отличается от запусков с космодромов «Плесецк» и «Байконур»:
- В монтажно-испытательном комплексе (МИК) собирается только собственно РН, без её стыковки с космической головной частью (состоит из космического аппарата, обтекателя и, опционально, разгонного блока «Фрегат»). Ракета вывозится и устанавливается на стартовый комплекс «без головы». На российских космодромах РН вывозится из МИК в сборе с головной частью.
- Головная часть собирается, вывозится и устанавливается на РН в вертикальном положении. Это связано с тем, что многие европейские космические аппараты не переносят искривляющих боковых нагрузок, неизбежных при стыковке аппарата к РН и перевозки собранной конструкции в горизонтальном положении.
- Установка головной части и операции по подготовке РН к пуску производятся в прямом смысле под крышей — после установки РН на неё накатывают по рельсам специальную конструкцию — мобильную башню обслуживания, которая закрывает от экваториальной погоды работающий с РН персонал и содержит площадки, лифты и другие средства удобного доступа к различным частям ракеты.
- В отличие от российских космодромов управление пуском осуществляется не из сравнительно близко расположенных к стартовому столу подземных бункеров, а из обычного здания, расположенного на расстоянии более 1 км от стартового стола. Большие длины связей потребовали дополнительной адаптации систем стартового комплекса.
- По предварительной информации операции подключения и отключения заправочного оборудования будут автоматизированы благодаря тому, что стартовый стол для «Союз-СТ» не вращается и точки подключения заправочного оборудования находятся всегда в одном месте. В Плесецке и Байконуре «Союз-2» запускается с вращающегося по азимуту стартового стола, что затрудняет автоматизацию заправочных операций.

## Модификации ракеты
Семейство состоит из нескольких модификаций РН (ранее предполагалось, что это будут последовательные этапы модернизации одной ракеты):
| Версия | Индекс  | ПН на НОО, т  | ПН на ССО, т | ПН на ГПО, т | Масса РН, т | ДУ 1 ст         | ДУ 2 ст | ДУ 3 ст | Тип РБ           | СК                              | Примечание |
| ------ | ------- | ------------- | ------------ | ------------ | ----------- | --------------- | ------- | ------- | ---------------- | ------------------------------- | ---------- |
| 1а     | 14А14   | 7,0 7,4       | 4,6 4,0      | 1,5          | 308—314     | РД-107А         | РД-108А | РД-0110 | «Фрегат»         | «Плесецк» 43/4, «Байконур» 31/6 |            |
| 1а     | 372РН16 | 7,0 7,4       | 4,6 4,0      | 1,5          | 308—314     | РД-107А         | РД-108А | РД-0110 | «Волга» «Фрегат» | «Восточный» 1С                  |            |
| 1б     | 14А14   | 7,85 8,25 8,7 | 4,9 5,0      | 1,8 2,0      | 308—314     | РД-107А         | РД-108А | РД-0124 | «Фрегат»         | «Плесецк» 43/4, «Байконур» 31/6 |            |
| 1б     | 372РН17 | 7,85 8,25 8,7 | 4,9 5,0      | 1,8 2,0      | 308—314     | РД-107А         | РД-108А | РД-0124 | «Фрегат»         | «Восточный» 1С                  |            |
| 1в     | 14А15   | 2,8 3,3       | 1,4 1,2      |              | 157—160     | НК-33, РД-0110Р | РД-0124 | нет     | «Волга»          | «Плесецк» 43/4                  |            |
| СТ-А   | 372РН21 |               | 4,3          | 2,81         | 306—313     | РД-107А         | РД-108А | РД-0110 | «Фрегат»         | ГКЦ                             |            |
| СТ-Б   | 372РН21 | 9,2           | 4,9          | 3,25         | 306—313     | РД-107А         | РД-108А | РД-0124 | «Фрегат»         | ГКЦ                             |            |

| Примечания  |
| ----------- |
| 1. 2. 3. 4. |

### «Союз-2.1а»
Первая модификация предусматривала замену двух аналоговых систем управления на единую цифровую российского производства, что позволило значительно повысить точность выведения, устойчивость и управляемость ракеты, кроме того снизило зависимость от импортных комплектующих при производстве РН. Применение новой системы управления позволило использовать увеличенные головные обтекатели и соответственно увеличить габариты полезной нагрузки. Новая система управления распределена по всей ракете: на третьей ступени установлены БЦВМ, навигационные приборы и оборудование преобразования информации с датчиков и формирования команд для элементов управления третьей ступени, оборудование преобразования информации с датчиков и формирования команд для элементов управления остальных блоков (центрального и боковых) размещены непосредственно в этих блоках, преобразовательное оборудование связано с БЦВМ по кодовым линиям связи.
На этом этапе предусмотрено также использование модернизированных (относительно «Союз-У») двигателей на блоках первой и второй ступеней — с целью повышения эффективности двигателей применены новые форсуночные головки, обеспечивающие более эффективное смесеобразование, что приводит к увеличению выводимой полезной нагрузки (на низкую орбиту) примерно на 300 кг. Конструкция третьей ступени рассчитана на применение обоих типов двигателей, как РД-0110, использовавшийся и на предыдущих модификациях, так и на РД-0124. Соотношение объёмов баков О и Г изменено с учётом требований для двигателя РД-0124, в результате чего бак керосина приобрёл слегка «чечевицеобразную» форму.
Данная модификация может применяться как самостоятельно, так и с использованием разгонного блока «Фрегат».

### «Союз-2.1б»
В ракете-носителе «Союз-2.1б», по сравнению с вариантом «Союз-2.1а», в качестве двигателя третьей ступени используется РД-0124 разработки КБ Химавтоматики с повышенным удельным импульсом до 359 с и улучшенной управляемостью за счёт возможности изменения вектора тяги основных камер вместо применения малоэффективных рулевых сопел на затурбинном («мятом») газе. Применение другого типа горючего (керосин РГ-1 «нафтил» вместо керосина Т-1) привело к изменению соотношения объёмов заправляемых компонентов и, как следствие, к переработке конструкции блока И.
Данная модификация может применяться как самостоятельно, так и с использованием разгонного блока «Фрегат».
Данная модификация проще (содержит меньше элементов) чем 1а, из-за применения более совершенного двигателя и способна заменить 1а во всех вариантах применения. Её недостатки проистекают из её преимуществ: новый двигатель делает модификацию дороже из-за необходимости окупания затрат на ОКР, он заметно более материалоёмок, и он же не позволяет распространить статистику успешных пусков «Союз-У» и «Союз-ФГ» на данную модификацию ракеты, что пока не позволяет применять её в особо ответственных областях, например, в пилотируемой космонавтике.
2 ноября 2022 года Россия провела успешный запуск ракеты Союз-2.1б" с военным спутником. В сообщении Министерства обороны уточнялось, что ракета стартовала в 9:48 по московскому времени с космодрома Плесецк.

### «Союз-2М»
Перспективная ракета-носитель «Союз-2М», разрабатываемая на базе «Союза-2.1б», отличающаяся отсутствием разгонного блока, сможет выводить 2—3 тонны полезного груза на солнечно-синхронную орбиту.
Работы по данной модификации «Союза-2» затронут двигатель третьей ступени РД-0124, который в её результате должен стать способным многократно запускаться для вывода полезной нагрузки на целевую орбиту. Кроме того, в связи с тем что РД-0124 является 4-камерным двигателем с малым коэффициентом расширения сопла, его эффективность незначительно превосходит базовый ЖРД РД-0110 открытой схемы. Поэтому для экономической оправданности модификации «Союза-2М» необходима разработка однокамерного керосинового ЖРД замкнутой схемы с выдвижным сопловым насадком, что позволит обеспечить максимально возможный коэффициент расширения вакуумного сопла и, соответственно, необходимую эффективность двигателя.
Работы по «Союзу-2М» проводятся в сотрудничестве с Казахстаном и ОАЭ.
Стоимость запуска «Союза-2М» оценивается в 30 миллионов долларов.
16 октября 2019 года Дмитрий Рогозин сообщил СМИ, что в ноябре планируется заключить контракт между Россией, Казахстаном и ОАЭ на модернизацию «Гагаринского старта», использовать который планируется для пусков коммерческой версии ракеты «Союз-2». Однако в 2023 году принято решение не модернизировать площадку под ранее планировавшиеся запуски РН «Союз-2», она окончательно выведена из эксплуатации и будет музеефицирована.

### «Союз-СТ-А»
Для обеспечения коммерческих запусков с космодрома Куру́ на базе ракеты-носителя «Союз-2.1а» создана модифицированная ракета-носитель «Союз-СТ-А». Основные отличия ракеты от базового варианта — доработка системы управления под приём телекоманд с земли на прекращение полёта, доработка телеметрии под европейские наземные станции приёма телеметрической информации и доработка под среду эксплуатации (высокая влажность, морская перевозка и др.).
Основные отличия между СТ-А и 1а лежат в технологии подготовки и запуска РН с космодрома Куру относительно применяемых на космодромах «Плесецк» и «Байконур».
Первый запуск «Союз-СТ-А» состоялся 17 декабря 2011 года. Первая партия российского оборудования для стартового комплекса ракет-носителей «Союз» прибыла в Куру в 2008 году. В начале 2011 года проведены комплексные испытания старта.
Предполагавшаяся по завершении комплексных испытаний пусковая кампания отложена из-за отсутствия или неготовности полезной нагрузки.
28 февраля 2019 в 00:37 мск — успешный запуск с космодрома Куру́ российской ракетой-носителем «Союз-СТ» 6 первых спутников проекта OneWeb.

### «Союз-СТ-Б»
Вариант «Союз-СТ» для запуска с космодрома Куру на базе «Союз-2.1б», отличия аналогичны отличиям между СТ-А и «Союз-2.1а». Первый запуск «Союз-СТ-Б» произведён с космодрома Куру 21 октября 2011 года.

### «Союз-2.1в»
«Союз-2.1в» (модификация ранее была известна как «Союз-1») является ракетой лёгкого класса, с грузоподъёмностью порядка 2800 кг на низкую (200 км) околоземную орбиту. Головным разработчиком ракеты является АО «РКЦ Прогресс» (Самара).
Является глубокой модернизацией ракеты «Союз-2.1б», кроме того, двухступенчатой, без использования четырёх боковых блоков.
По сравнению с вариантом «Союз-2.1б» в качестве двигателя центрального блока используется жидкостный ракетный двигатель закрытого цикла НК-33-1 разработки СНТК им. Н. Д. Кузнецова, обладающий более чем вдвое большей тягой, по сравнению с используемым на «Союз-2.1а» и «Союз-2.1б» РД-108А. Эскизный проект доработан в плане использования в качестве маршевого двигателя первой ступени двигателя НК-33-1 без форсирования, установки узла качания и рулевых машин. В апреле 2013 года Владимир Солнцев (НПО «Энергомаш») сообщил, что производство НК-33 возобновляться не будет: по исчерпанию запаса старых двигателей (около 20 штук) на носитель будет устанавливаться новый двигатель РД-193, разрабатываемый на основе РД-191 и планируемый к серийному выпуску в 2014 году.
В качестве рулевого двигателя будет использована специальная версия двигателя РД-0110 с третьей ступени РН «Союз», при этом 4 камеры РД-0110Р (Р — рулевой) будут расположены вокруг двигателя центрального блока. Кроме того, исключаются боковые блоки.
Применяется серийный головной обтекатель с РН «Союз».
Данная модификация использует унифицированные с остальными вариантами ракет-носителей «Союз-2.1» стартовый комплекс и систему управления.
«Союз-2.1в» может использоваться с блоком выведения «Волга», разрабатываемым «ЦСКБ-Прогресс». Блок имеет двигательную установку на компонентах НДМГ/АТ, развивающую тягу 2,94 кН (0,3 тс) и обеспечивающую удельный импульс 307 с. Длина блока 1,025 м, диаметр 2,720—3,2 м. Стартовая масса 1140—1740 кг, сухая — 840 кг. Масса выводимой полезной нагрузки на ССО — 1500 кг.
В случае успешных испытаний и введения в эксплуатацию будет конкурировать с ракетами «Ангара-1» и европейской Vega.
Первый запуск РН «Союз-2.1в», первоначально запланированный на 4-й квартал 2012 года с космодрома «Плесецк», неоднократно переносился и, наконец, состоялся 28 декабря 2013 года.
Второй запуск с космодрома «Плесецк» состоялся 5 декабря 2015 года; первоначально он трактовался как «частичный успех», однако 20 января 2016 года Роскосмос подтвердил утерю спутника «Канопус-СТ» из-за нештатной ситуации: по предварительной информации, космический аппарат не смог отделиться от разгонного блока, вследствие чего вся связка начала двигаться по неверной траектории. Однако, обе ступени собственно ракеты-носителя отработали вполне успешно, поэтому запуск можно считать частично-успешным.
23 июня 2017 года состоялся третий пуск РН «Союза-2.1в».
29 марта 2018 года состоялся четвертый пуск РН «Союз-2.1в», на орбиту выведен космический аппарат «Космос-2525» в интересах МО РФ.
10 июля 2019 года состоялся пятый пуск РН «Союз-2.1в» с блоком из четырех космических аппаратов в интересах МО РФ («Космос-2535», «Космос-2536», «Космос-2537», «Космос-2538»), с космодрома «Плесецк»; пуск успешный.
25 ноября 2019 с космодрома «Плесецк» ВКС РФ провели шестой пуск РН «Союз-2.1в» с космическим аппаратом, разработанным в интересах МО РФ.
9 сентября 2021 года с ПУ № 4 площадки № 43 космодрома «Плесецк» произведен пуск РН «Союз-2.1в» с космическим аппаратом «Космос-2551» в интересах МО РФ.
5 февраля 2025 года был осуществлен последний запуск РН «Союз-2.1в».
- Общий вид РН «Союз-2.1в»
- Вид головной части РН «Союз-2.1в»

### «Союз-2ЛК»
Ракета-носитель лёгкого класса. Ракета представляет собой две первые ступени («пакет») РН типа «Союз-2» с установленным на них в качестве верхней ступени разгонным блоком «Фрегат». Такая ракета, фактически, будет являться прямой заменой ракеты «Восток-2М», использовавшейся для запуска спутников на ССО — третья ступень старой ракеты по энергетическим характеристикам близка к разгонному блоку «Фрегат». В СССР ракета «Восток-2М» была частично вытеснена более лёгкой и дешёвой ракетой «Циклон», производство которой находилось на Украине, поэтому сейчас возобновление эксплуатации ракеты «Циклон» невозможно.

## Схожие носители

### Сравнение «Союз-2.1в» и схожих ракет-носителей
| Ракета-носитель | «Союз-2.1в»  | «Ангара 1.2» | Vega             | Minotaur-C | Falcon 1e    | «Великий поход 2С» | «Стрела»  | «Рокот»   | «Днепр»   |
| --------------- | ------------ | ------------ | ---------------- | ---------- | ------------ | ------------------ | --------- | --------- | --------- |
| Класс           | Лёгкий       | Лёгкий       | Лёгкий           | Лёгкий     | Лёгкий       | Лёгкий             | Лёгкий    | Лёгкий    | Лёгкий    |
| Масса, т        | 160          | 171          | 137              | 73         | 46,8         | 233                | 105       | 108       | 211       |
| Длина, м        | 44           | 41,5         | 30               | 27,9       | 24,7         | 42                 | 28,27     | 29,15     | 34,3      |
| Число ступеней  | 2            | 2            | 4                | 4          | 2            | 2                  | 2         | 3         | 3         |
| Топливо         | керосин + ЖК | керосин + ЖК | РДТТ / НДМГ + АТ | РДТТ       | керосин + ЖК | НДМГ + АТ          | НДМГ + АТ | НДМГ + АТ | НДМГ + АТ |
| ПН на НОО, кг   | 3300         | 3500         | 2000             | 1320       | 1010         | 3850               | 2000      | 2300      | 3500      |

### Сравнение РН «Союз-2» с РН «Ангара» и «Протон-М»
| Ракета-носитель            | «Ангара-1.1»    | «Ангара-1.2»    | «Ангара-А5»     | «Ангара-А5В»    | «Союз-2.1в»               | «Союз-2.1б»  | «Протон-М»         |
| -------------------------- | --------------- | --------------- | --------------- | --------------- | ------------------------- | ------------ | ------------------ |
| Первая ступень             | 1×УРМ-1, РД-191 | 1×УРМ-1, РД-191 | 5×УРМ-1, РД-191 | 5×УРМ-1, РД-191 | НК-33 + РД-0110Р / РД-193 | РД-107А      | 6×РД-276           |
| Вторая ступень             | —               | РД-0124А        | 5×УРМ-1, РД-191 | 5×УРМ-1, РД-191 | РД-0124                   | РД-108А      | 3×РД-0210, РД-0211 |
| Третья ступень             | —               | —               | УРМ-2, РД-0124А | РД-0150         | —                         | РД-0124      | РД-0213, РД-0214   |
| Разгонный блок             | «Бриз-КС»       | —               | «Бриз-М»        | КВТК            | «Волга»                   | «Фрегат»     | «Бриз-М»           |
| Высота (макс.), м          | 34,9            | 41,5            | 55,4            | 64,0            | 44,0                      | 46,0         | 58,2               |
| Стартовая масса, т         | 149             | 171             | 780             | 815             | 160                       | 313          | 705                |
| Тяга (на уровне земли), тс | 196             | 196             | 980             | 980             |                           | 423          | 1022               |
| Полезная нагрузка (НОО), т | 2,0             | 3,7             | 24,0 24,5       | 37,5            | 2,8 3,3                   | 7,8 8,25 8,7 | 23,7               |
| Полезная нагрузка (ССО), т |                 | 2,4             | —               | —               | 1,4 1,2                   | 4,9 5,0      | —                  |
| Полезная нагрузка (ГПО), т | —               | —               | 5,4             | 13,3            | —                         | 1,8 2,0      | 6,3                |
| Полезная нагрузка (ГСО), т | —               | —               | 2,8             | 8,0             | —                         | —            | 3,3                |

| Примечания |
| ---------- |
| 1. 2. 3.   |

## Преимущества и недостатки
«Союз-2», являясь модернизацией РН «Союз-У», имеет свой набор преимуществ и недостатков относительно других РН своего класса.
Преимущества:
- отработанная конструкция (вместе с «Союз-У» и «Союз-ФГ» налетала на начало 2011 года почти 800 пусков[66]), являясь при этом одной из самых низкоаварийных РН в мире
- низконапряженные двигатели первой и второй ступеней (давление в камере сгорания двигателей не более 70 атмосфер), а также третьей ступени (для этапа 1а), что дает большой запас по надежности
- освоенное производство (отлаженный техпроцесс), что означает низкий процент брака, отработанные технологии контроля, низкую себестоимость продукции

Недостатки:
- наличие ряда атавизмов в конструкции, приводящих к меньшему массовому совершенству (отношению массы полезной нагрузки к стартовой массе), чем то, которого можно было бы достичь, используя более современные технические решения:
  - использование перекиси водорода для работы турбонасосных агрегатов двигателей первой и второй ступени, вместо использования тех же компонентов, что использует сам ЖРД;
  - использование тяжелого азота (а не гелия) для наддува баков. При этом на первой и второй ступени РН «Союз-2.1в», а также на третьей ступени РН «Союз-2.1б» и «Союз-СТ-Б» реализован гелиевый наддув баков;
  - использование ЖРД открытого цикла, имеющих меньший КПД, чем ЖРД закрытого цикла. При этом ЖРД открытого цикла считаются[кем?] более безопасными из-за более медленного развития аварийных ситуаций, что является несомненным преимуществом при использовании РН для пилотируемых миссий[источник не указан 3395 дней];
- из-за исторического использования поворотного стартового стола отсутствие автоматизации операций по заправке РН, ручная стыковка электро- и пневмосоединений при установке РН на старт, что требует большое количество обслуживающего персонала и увеличивает влияние человеческих ошибок при подготовке к запуску РН. При этом наличие поворотного круга для РН «Союз-2» не требуется, поскольку «Союз-2» совершает поворот на начальном участке траектории выведения. Стартовый комплекс ГКЦ лишён поворотного круга, что позволило максимально автоматизировать процесс подготовки; на стартовом комплексе космодрома «Восточный» поворотный круг также отсутствует;
- из-за подвески РН за верхнюю часть первой ступени, а не установки РН «на днище», требуется сравнительно сложный стартовый комплекс (характерная форма — «тюльпан»). Это не недостаток как таковой, а всего лишь особенность всех РН семейства Р-7, поскольку за многие десятилетия использования конструктивные и технологические особенности подобных стартов хорошо известны, а постройка нового старта при отсутствии производственного брака теоретически может занять всего лишь 9 месяцев. Фактически постройка старта в ГКЦ заняла 4 года, что по современным меркам сравнительно недолго.

## Испытания
Лётные испытания РН модификации 1а начались в октябре 2004 года и завершены пуском КА «Меридиан» № 3 в ноябре 2010 года.
Лётные испытания модификации 1б начались в декабре 2006 года и завершены пуском КА «Ресурс-П» № 1 в июне 2013 года. Ряд заключительных пусков данной модификации в этот период времени проводился вне программы лётных испытаний.
Испытания модификаций СТ-А и СТ-Б в части бортового оборудования, агрегатов и узлов, а также адаптации для использования с обтекателем типа СТ, были совмещены с соответствующими испытаниями модификаций 1а и 1б. Испытания модификаций СТ-А и СТ-Б в собранном виде начались в мае 2010 года с испытаний на технической позиции. На настоящий момент (февраль 2016 года) обе РН находятся в штатной эксплуатации.
Лётные испытания модификации 1в начались в декабре 2013 года пуском КА «АИСТ» и двух калибровочных сфер «СКРЛ-756».
Всего на начало 2011 в рамках испытаний произведено 10 пусков (6 — модификации 1а, 4 — модификации 1б). Все пуски в рамках лётных испытаний, за исключением первого пуска модификации 1а, производились с выведением коммерческой полезной нагрузки.
Ожидаемый объём лётных испытаний — не менее чем по 5 пусков для каждой модификации.
Лётные испытания модификаций 1а и 1б завершены в 2015 году. 28 декабря 2015 года Государственная комиссия по проведению летных испытаний средств выведения космических аппаратов постановила, что программа испытаний была полностью выполнена, результаты признаны положительными, комплекс ракеты-носителя «Союз-2» этапов 1а и 1б могут быть переданы в штатную эксплуатацию.

## Список состоявшихся запусков
| 1—10 \| 11—20 \| 21—30 \| 31—40 \| 41—50 \| 51—60 \| 61—70 \| 71—80 \| 81—90 \| 91—100 \| 101—110 \| 111—120 \| 121—130 \| 131—140 |                         |        |             | |                    |                 | |                     |
| \| № \| Дата и время \| Тип РН \| Тип РБ \| Полезная нагрузка \| Стартовый комплекс \| Результат \| Примечание \| Видео \| \| --- \| ----------------------- \| ------ \| ----------- \| ------------------------------------------------------------------------------------------------------------------------------------------------------------------------------------------------------------------------------------------------------------------------------------------------------------------------------------------------------------------------------------------------------------------------------------- \| ------------------ \| ------------------- \| ----------------------------------------------------------------------------------------------------------------------------------------------------------------------------------------------------------------------------------------------------------------------------------------------------------------------------------------------------------------------------------------------------------------------------------------------------------------------------------------------------------------------------------------------- \| ------------------- \| \| 1 \| 08.11.2004 21:29:57 \| 1а \| - \| «Облик» \| «Плесецк» 43/4 \| Успех \| Пуск производился по суборбитальной траектории с затоплением макета ПН в Тихом океане. \| \| \| 2 \| 19.10.2006 19:28:13 \| 1а \| «Фрегат» \| MetOp-A \| «Байконур» 31/6 \| Успех \| Пуску предшествовали комплексные испытания в январе 2006 года. Пуск произведён с 6-й попытки: первоначально планировался на 17 июля 2006, дважды переносился (на 18 и 19 июля), после чего РН была снята со старта и отправлена на завод-изготовитель для ликвидации последствий длительной стоянки в заправленном состоянии. Следующие попытки состоялись 17-19 октября. Все переносы пуска, кроме 18 октября, были произведены из-за технических проблем с РН, 18 октября — по погодным (слишком сильный ветер). \| \| \| 3 \| 14.12.2006 11:34:44 \| 1а \| «Фрегат» \| «Меридиан» № 1 \| «Плесецк» 43/4 \| Успех \| Пуску предшествовали комплексные испытания в октябре 2006 года. Пуск состоялся с 3-й попытки: первоначально он был запланирован на 22 декабря, но дважды переносился из-за технических проблем с РБ «Фрегат» \| \| \| 4 \| 27.12.2006 17:23:38 \| 1б \| «Фрегат» \| COROT \| «Байконур» 31/6 \| Успех \| Первое лётное испытания двигателя РД-0124 \| \| \| 5 \| 26.07.2008 21:31:35 \| 1б \| - \| «Космос-2441» \| «Плесецк» 43/4 \| Успех[68] \| Пуску предшествовали комплексные испытания в марте 2008 года. Первоначально планировался на 25 июля, но дата пуска была переназначена для устранения технических проблем выявленных при предварительных проверках РН и КА. Первое самостоятельное (без РБ) использование РН для выведения полезной нагрузки. \| \| \| 6 \| 22.05.2009 00:53:33 \| 1а \| «Фрегат» \| «Меридиан» № 2 \| «Плесецк» 43/4 \| Частичный успех \| Пуск был объявлен как успешный[69], но потом выяснилось, что аппарат находится на нецелевой орбите. \| \| \| 7 \| 17.09.2009 18:55:07 \| 1б \| «Фрегат» \| - «Метеор-М» № 1 - «Стерх» № 2 - «Университетский-Татьяна-2» - УГАТУ-САТ - BLITS - «ИРИС» - SumbandilaSat[англ.] \| «Байконур» 31/6 \| Успех[70] \| В попутную полезную нагрузку включена технологическая установка «ИРИС», преднаязначенная для проведения эксперимента с пневматическими отверждаемыми конструкциями — надувными отверждаемыми солнечными генераторами[71]. \| \| \| 8 \| 19.10.2010 20:10:59 \| 1а \| «Фрегат-М» \| Globalstar (6 шт.) \| «Байконур» 31/6 \| Успех \| Первый пуск после модернизации наземной части СУ и с использованием более чем вдвое укороченным (с 3,5 до 1,5 часов) временем предпусковой подготовки РН. \| \| \| 9 \| 02.11.2010 03:58:39 \| 1а \| «Фрегат-М» \| «Меридиан» № 3 \| «Плесецк» 43/4 \| Успех[72] \| Последний пуск по программе испытаний варианта 1а \| \| \| 10 \| 26.02.2011 06:07 \| 1б \| «Фрегат-М» \| «Глонасс-К1» № 1 \| «Плесецк» 43/4 \| Успех \| Первоначально пуск планировался на 24.02.2011, из-за проблем с СУ дважды переносился на сутки. \| \| \| 11 \| 04.05.2011 21:41:33 \| 1а \| «Фрегат-М» \| «Меридиан» № 4 \| «Плесецк» 43/4 \| Успех \| \| \| \| 12 \| 13.07.2011 06:27:04 \| 1а \| «Фрегат-М» \| Globalstar (6 шт.) \| «Байконур» 31/6 \| Успех \| Первоначально пуск планировался на 11.07.2011, из-за проблем с оборудованием СК дважды переносился на сутки. \| \| \| 13 \| 03.10.2011 00:15:00 \| 1б \| «Фрегат-М» \| «Глонасс-М» № 33 \| «Плесецк» 43/4 \| Успех[73] \| Этот старт ракеты со спутником должен был состояться в ночь на 2 октября. Однако в связи с тем, что сила ветра на высоте от 7 до 10 километров тогда превышала установленные параметры, решением Госкомиссии запуск космического аппарата «Глонасс-М» с космодрома Плесецк был перенесён по метеоусловиям на резервную дату — 3 октября[74]. \| \| \| 14 \| 21.10.2011 \| СТ-Б \| «Фрегат-МТ» \| GALILEO (2 шт.) \| ГКЦ \| Успех[75] \| Первый пуск «Союз-2» из ГКЦ[76] \| \| \| 15 \| 28.11.2011 \| 1б \| «Фрегат-М» \| «Глонасс-М» № 37 \| «Плесецк» 43/4 \| Успех[77] \| \| \| \| 16 \| 17.12.2011 06:03:00 \| СТ-А \| «Фрегат» \| - Pléiades-1A - Elisa (4 шт.) - SSoT \| ГКЦ \| Успех[78] \| \| \| \| 17 \| 23.12.2011 16:08 мск \| 1б \| «Фрегат-М» \| «Меридиан» № 5 \| «Плесецк» 43/4 \| Неудача[79] \| Аппарат не был выведен на расчётную орбиту и упал на землю[80]. По предварительным данным, причиной потери спутника стала нештатная работа двигателя РД-0124 третьей ступени ракеты-носителя[81]. \| \| \| 18 \| 28.12.2011 21:09 мск \| 1а \| «Фрегат-М» \| Globalstar (6 шт.) \| «Байконур» 31/6 \| Успех[82] \| \| \| \| 19 \| 17.09.2012 16:28 \| 1а \| «Фрегат-М» \| MetOp-B \| «Байконур» 31/6 \| Успех \| \| \| \| 20 \| 12.10.2012 18:15 \| СТ-Б \| «Фрегат-МТ» \| GALILEO (2 шт.) \| ГКЦ \| Успех \| \| \| \| 21 \| 14.11.2012 11:42 \| 1а \| «Фрегат-М» \| «Меридиан» № 6 \| «Плесецк» 43/4 \| Успех \| \| \| \| 22 \| 02.12.2012 \| СТ-А \| «Фрегат» \| Pléiades-1B \| ГКЦ \| Успех \| \| \| \| 23 \| 06.02.2013 \| 1а \| «Фрегат-М» \| Globalstar (6 шт.) \| «Байконур» 31/6 \| Успех \| \| \| \| 24 \| 19.04.2013 \| 1а \| - \| - «Бион-М» № 1 - «АИСТ» № 2 - Beesat-2 - Beesat-3 - SOMP - Dove-2 - OSSI-1[англ.] \| «Байконур» 31/6 \| Успех[83] \| \| \| \| 25 \| 26.04.2013 \| 1б \| «Фрегат-М» \| «Глонасс-М» № 38 \| «Плесецк» 43/4 \| Успех[84] \| \| \| \| 26 \| 07.06.2013 22:37:59 \| 1б \| - \| «Космос-2486» \| «Плесецк» 43/4 \| Успех[85] \| \| \| \| 27 \| 25.06.2013 21:28:48 \| 1б \| - \| «Ресурс-П» № 1 \| «Байконур» 31/6 \| Успех[86] \| \| \| \| 28 \| 25.06.2013 \| СТ-Б \| «Фрегат-МТ» \| O3b (4 шт.) \| ГКЦ \| Успех[87] \| \| \| \| 29 \| 19.12.2013 13:12 \| СТ-Б \| «Фрегат-МТ» \| Gaia \| ГКЦ \| Успех[88] \| \| \| \| 30 \| 28.12.2013 16:30 \| 1в \| «Волга» \| - «АИСТ» № 1 - СКРЛ-756 (2 шт.) \| «Плесецк» 43/4 \| Успех[89] \| Первый запуск «Союз-2.1в». Пуск произведен с 3-й попытки: первоначально планировался на 23 декабря, но был дважды перенесён — первый раз на 25 декабря, второй раз на 28 декабря из-за необходимости дополнительных комплексных испытаний. \| \| \| 31 \| 24.03.2014 \| 1б \| «Фрегат-М» \| «Глонасс-М» № 42 \| «Плесецк» 43/4 \| Успех[90] \| \| \| \| 32 \| 04.04.2014 01:02 \| СТ-А \| «Фрегат-М» \| Sentinel-1A[англ.] \| ГКЦ \| Успех[91] \| \| \| \| 33 \| 06.05.2014 17:49 \| 1а \| - \| «Космос-2495» \| «Плесецк» 43/4 \| Успех[92] \| \| \| \| 34 \| 14.06.2014 21:17 \| 1б \| «Фрегат-М» \| «Глонасс-М» № 43 \| «Плесецк» 43/4 \| Успех[93] \| \| \| \| 35 \| 08.07.2014 \| 1б \| «Фрегат-М» \| - «Метеор-М» № 2 - «РЭЛЕК-Вернов» - DX1 - TechDemoSat-1 - Ukube-1 - SkySat-2 - AISSat-2 \| «Байконур» 31/6 \| Успех[94] \| \| \| \| 36 \| 10.07.2014 \| СТ-Б \| «Фрегат-МТ» \| O3b (4 шт.) \| ГКЦ \| Успех[95] \| \| \| \| 37 \| 19.07.2014 \| 1а \| - \| «Фотон-М» № 4 \| «Байконур» 31/6 \| Успех[96] \| \| \| \| 38 \| 22.08.2014 16:27 ЛМВ \| СТ-Б \| «Фрегат-МТ» \| GALILEO (2 шт.) \| ГКЦ \| Частичный успех[97] \| Спутники были выведены на нерасчётную орбиту высотой 13 700 километров с наклонением 49,7 градусов, при расчётной около 23 500 километров с наклонением 55 градусов[98][99] \| \| \| 39 \| 29.10.2014 \| 1а \| - \| «Прогресс М-25М» \| «Байконур» 31/6 \| Успех[100] \| \| \| \| 40 \| 30.10.2014 \| 1а \| «Фрегат-М» \| «Меридиан» № 7 \| «Плесецк» 43/4 \| Успех[101] \| \| \| \| 41 \| 01.12.2014 \| 1б \| «Фрегат-М» \| «Глонасс-К1» № 2 \| «Плесецк» 43/4 \| Успех[102] \| \| \| \| 42 \| 18.12.2014 \| СТ-Б \| «Фрегат-МТ» \| O3b (4 шт.) \| ГКЦ \| Успех[103] \| \| \| \| 43 \| 25.12.2014 \| 1б \| - \| «Космос-2502» \| «Плесецк» 43/4 \| Успех[104] \| Спутник связи выведен на целевую орбиту. \| Вывоз Пуск \| \| 44 \| 26.12.2014 21:55 мск \| 1б \| - \| «Ресурс-П» № 2 \| «Байконур» 31/6 \| Успех[105] \| \| Вывоз \| \| 45 \| 27.02.2015 \| 1а \| - \| «Космос-2503» \| «Плесецк» 43/4 \| Успех[106] \| \| \| \| 46 \| 28.03.2015 00:46 мск \| СТ-Б \| «Фрегат-МТ» \| GALILEO (2 шт.) \| ГКЦ \| Успех[107] \| \| \| \| 47 \| 28.04.2015 10.09 мск \| 1а \| - \| «Прогресс М-27М» \| «Байконур» 31/6 \| Неудача[108] \| Корабль был выведен на нерасчётную орбиту, начал неконтролируемое вращение и сход с орбиты и 8.5.2015 сгорел в плотных слоях атмосферы[109]. Вероятной причиной повреждения транспортного корабля называлась разгерметизация топливных баков третьей ступени в момент завершения работы двигателя. \| Вывоз Пуск Репортаж \| \| 48 \| 05.06.2015 18:24 мск \| 1а \| - \| «Космос-2505» \| «Плесецк» 43/4 \| Успех[110][111] \| Космический аппарат в интересах Министерства обороны. \| \| \| 49 \| 23.06.2015 19:44 мск \| 1б \| - \| «Космос-2506» \| «Плесецк» 43/4 \| Успех[112] \| Космический аппарат в интересах Министерства обороны. \| Старт \| \| 50 \| 11.09.2015 05:08 мск \| СТ-Б \| «Фрегат-МТ» \| GALILEO (2 шт.) \| ГКЦ \| Успех[113] \| \| \| \| 51 \| 17.11.2015 09:33 мск \| 1б \| «Фрегат-М» \| «Космос-2510» \| «Плесецк» 43/4 \| Успех[114] \| \| \| \| 52 \| 05.12.2015 17:09 мск \| 1в \| «Волга» \| - «Космос-2511» - «Космос-2512» \| «Плесецк» 43/4 \| Частичный успех[53] \| РН и блок выведения «Волга» отработали штатно в строгом соответствии с циклограммой полета. КА ДЗЗ «Канопус-СТ» не отделился от адаптера из-за сбоя в системе управления спутником[115]. Калибровочно-юстировочный аппарат (КЮА-1), используемый для радиолокационных испытаний изделий концерна «Алмаз-Антей», был выведен на штатную орбиту и функционирует без сбоев[116]. 8 декабря космический аппарат «Канопус-СТ» в связке с блоком выведения «Волга» сошел с орбиты, его обломки сгорели в плотных слоях атмосферы над Атлантикой[117]. \| Старт \| \| 53 \| 17.12.2015 14:51 мск \| СТ-Б \| «Фрегат-МТ» \| GALILEO (2 шт.) \| ГКЦ \| Успех[118] \| \| \| \| 54 \| 21.12.2015 11:44 мск \| 1а \| - \| - «Прогресс МС-01» - «СМС на MКС» \| «Байконур» 31/6 \| Успех[119] \| МКА для запуска с борта МКС \| \| \| 55 \| 07.02.2016 03:21 мск \| 1б \| «Фрегат-М» \| «Глонасс-М» № 44 \| «Плесецк» 43/4 \| Успех[120] \| \| \| \| 56 \| 13.03.2016 21:56 мск \| 1б \| - \| «Ресурс-П» № 3 \| «Байконур» 31/6 \| Успех[121] \| Через 9 минут 21 секунду КА отделился от третьей ступени РН на промежуточной орбите. КА предназначен для дистанционного зондирования Земли. \| \| \| 57 \| 24.03.2016 12:42 мск \| 1а \| - \| «Космос-2515» \| «Плесецк» 43/4 \| Успех[122] \| \| Старт \| \| 58 \| 31.03.2016 19:24 мск \| 1а \| - \| - «Прогресс МС-02» - «Томск-ТПУ-120» \| «Байконур» 31/6 \| Успех[123] \| Отделение ТГК от РН произошло штатно через 8 минут 45 секунд после старта. Стыковка ТГК с МКС произошла 2.04.2016 в 20:58 МСК. МКА для запуска с борта МКС \| \| \| 59 \| 26.04.2016 00:02 мск \| СТ-А \| «Фрегат-М» \| Sentinel-1B[англ.] \| ГКЦ \| Успех[124] \| \| \| \| 60 \| 28.04.2016 05:01 мск \| 1а* \| «Волга» \| - «Михайло Ломоносов» - «Аист-2Д» - «СамСат-218» \| «Восточный» 1С \| Успех[125] \| В 7:07 МСК произошло штатное отделение космических аппаратов. \| \| \| 61 \| 24.05.2016 \| СТ-Б \| «Фрегат-МТ» \| GALILEO (2 шт.) \| ГКЦ \| Успех[126] \| \| \| \| 62 \| 29.05.2016 11:45 мск \| 1б \| «Фрегат-М» \| «Глонасс-М» № 45 \| «Плесецк» 43/4 \| Успех[127] \| \| Старт \| \| 63 \| 28.01.2017 04:03 мск \| СТ-Б \| «Фрегат-МТ» \| Hispasat 36W-1 \| ГКЦ \| Успех[128] \| \| Старт \| \| 64 \| 18.05.2017 14.54 мск \| СТ-А \| «Фрегат-М» \| SES-15 \| ГКЦ \| Успех[129] \| \| Старт \| \| 65 \| 25.05.2017 09:34 мск \| 1б \| «Фрегат-М» \| «Космос-2518» \| «Плесецк» 43/4 \| Успех[130] \| \| Старт \| \| 66 \| 14.06.2017 12:20 мск \| 1а \| - \| - «Прогресс МС-06» - ТНС-0 № 2 - «Танюша-ЮЗГУ» № 1 - «Танюша-ЮЗГУ» № 2 - «Сфера-53» № 2 \| «Байконур» 31/6 \| Успех[131] \| Стыковка запланирована на 16 июня в 14:42 мск MKA для запуска с борта МКС \| Старт \| \| 67 \| 23.06.2017 21:04 мск \| 1в \| «Волга» \| «Космос-2519» \| «Плесецк» 43/4 \| Успех[132] \| \| Старт \| \| 68 \| 14.07.2017 9:36 мск \| 1а \| «Фрегат-М» \| - «Канопус-В-ИК» - МКА-Н № 1 - МКА-Н № 2 - «Маяк» - «Искра-МАИ-85» - «Эквадор UTE-ЮЗГУ» - Flying Laptop - TechnoSat - WNISAT-1R - NorSat-1 - NorSat-2 - Flock-2k[англ.] 1…48 - CICERO 1…3 - Corvus-BC[англ.] 1…2 - Lemur-2[англ.] 42…49 - NanoACE \| «Байконур» 31/6 \| Успех[133] \| \| Старт \| \| 69 \| 22.09.2017 3:03 мск \| 1б \| «Фрегат-М» \| «Глонасс-М» № 46 \| «Плесецк» 43/4 \| Успех[134][135] \| \| Старт \| \| 70 \| 14.10.2017 11:47 мск \| 1а \| - \| «Прогресс МС-07» \| «Байконур» 31/6 \| Успех[136] \| Стыковка запланирована на 16 октября 2017 года в 14:09:57 мск. \| Старт \| \| 71 \| 28.11.2017 8:41 мск \| 1б* \| «Фрегат-М» \| - «Метеор-М» № 2-1 - «Бауманец-2» - LEO Vantage 2 - Helios-Wire BIU - IDEA-OSG 1 - AISSat-3 - D-Star One - SEAM - Corvus-BC[англ.] 3 - Lemur-2[англ.] 58…67 \| «Восточный» 1С \| Успех[137] \| В результате работы РН «Союз-2.1б» головной блок в составе РБ «Фрегат» и КА «Метеор-М» был выведен на заданную промежуточную орбиту[138]. Однако из-за ошибки в программном обеспечении разгонного блока полезная нагрузка была потеряна. Так как РН выполнила свою задачу выведения без замечаний, в данном случае пуск РН считается успешным[139]. \| Старт \| \| 72 \| 02.12.2017 13:43 мск \| 1б \| - \| «Космос-2524» \| «Плесецк» 43/4 \| Успех[140] \| 2 декабря 2017 года был осуществлен запуск ракеты «Союз-2.1б» в интересах Министерства обороны России[141]. \| Старт \| \| 73 \| 01.02.2018 05:07 мск \| 1а* \| «Фрегат-М» \| - «Канопус-В» № 3 - «Канопус-В» № 4 - Lemur-2[англ.] 74…77 - S-Net[англ.] A…D - D-Star One \| «Восточный» 1С \| Успех[142] \| \| Старт \| \| 74 \| 13.02.2018 11:13 мск \| 1а \| - \| - «Прогресс МС-08» - «Танюша-ЮЗГУ» № 3 - «Танюша-ЮЗГУ» № 4 \| «Байконур» 31/6 \| Успех[143] \| Стыковка запланирована на 15 февраля 2018 года в 13:43 мск. МКА для запуска с борта МКС \| Старт \| \| 75 \| 09.03.2018 20.10 мск \| СТ-Б \| «Фрегат-МТ» \| O3b (4 шт.) \| ГКЦ \| Успех[144] \| \| Старт \| \| 76 \| 29.03.2018 20:38 мск \| 1в \| - \| «Космос-2525» \| «Плесецк» 43/4 \| Успех[145] \| \| Старт \| \| 77 \| 17.06.2018 00:46 мск \| 1б \| «Фрегат-М» \| «Глонасс-М» № 47 \| «Плесецк» 43/4 \| Успех[146] \| 17 июня 2018 года ракета «Союз-2.1б» стартовала с космодрома «Плесецк» (Архангельская область) с навигационным спутником «Глонасс-М»[147]. \| Старт \| \| 78 \| 10.07.2018 00:51 мск \| 1а \| - \| - «Прогресс МС-09» - «СириусСат-1» - «СириусСат-2» \| «Байконур» 31/6 \| Успех[148] \| Стыковка запланирована на 10 июля 2018 года в 04:31 мск. МКА для запуска с борта МКС \| Старт \| \| 79 \| 25.10.2018 03:15 мск \| 1б \| - \| «Космос-2528» \| «Плесецк» 43/4 \| Успех \| 25 октября 2018 года ракета «Союз-2.1б» стартовала с космодрома «Плесецк» (Архангельская область) в интересах Минобороны России[149]. \| \| \| 80 \| 03.11.2018 23:17:53 ДМВ \| 1б \| «Фрегат-М» \| «Глонасс-М» № 48 \| «Плесецк» 43/4 \| Успех[150] \| \| \| \| 81 \| 07.11.2018 \| СТ-Б \| «Фрегат-М» \| MetOp-C \| ГКЦ \| Успех \| \| Старт \| \| 82 \| 19.12.2018 19:37:14 мск \| СТ-А \| «Фрегат-М» \| CSO-1[англ.] \| ГКЦ \| Успех[151] \| \| Старт \| \| 83 \| 27.12.2018 05:07:18 мск \| 1а* \| «Фрегат-М» \| - «Канопус-В» № 5 - «Канопус-В» № 6 - GRUS-1 - ZACube-2 - Lume-1 - Flock-3k[англ.] 1…12 - Lemur-2[англ.] 88…95 - D-Star One iSat - D-Star One Sparrow - UWE-4 - ICEYE-Dummy - SAMSON-Dummy 1…3 \| «Восточный» 1С \| Успех[152] \| \| Старт \| \| 84 \| 21.02.2019 19:47:00 мск \| 1б \| «Фрегат-М» \| Egyptsat-A \| «Байконур» 31/6 \| Успех[153] \| \| \| \| 85 \| 28.02.2019 00:37 мск \| СТ-Б \| «Фрегат-М» \| OneWeb (6 шт.) \| ГКЦ \| Успех[154] \| \| Старт \| \| 86 \| 04.04.2019 14:01:35 мск \| 1а \| - \| «Прогресс МС-11» \| «Байконур» 31/6 \| Успех[155] \| \| Старт \| \| 87 \| 04.04.2019 20:03 мск \| СТ-Б \| «Фрегат-МТ» \| O3b (4 шт.) \| ГКЦ \| Успех[156] \| \| Старт \| \| 88 \| 27.05.2019 09:23 мск \| 1б \| «Фрегат-М» \| «Глонасс-М» № 58 \| «Плесецк» 43/4 \| Успех[157] \| \| Старт \| \| 89 \| 05.07.2019 08:41 мск \| 1б* \| «Фрегат-М» \| - «Метеор-М» № 2-2 - «Сократ» - «ВДНХ-80» - «АмурСат» - SEAM-2.0 - MTCube - SONATE - Beesat 9…13 - MOVE-IIb - TTU-101 - Ecuador-UTE - El Camino Real - Lemur-2[англ.] 100…107 - NSLSat-1 - JAISAT-1 - EXOCONNECT - LightSat - Lucky-7 - ICEYE X4 - ICEYE X5 - CarboNIX - DoT 1 \| «Восточный» 1С \| Успех[158] \| [159] \| Старт \| \| 90 \| 10.07.2019 20:14 мск \| 1в \| «Волга» \| - «Космос-2535» - «Космос-2536» - «Космос-2537» - «Космос-2538» \| «Плесецк» 43/4 \| Успех[160] \| [161] \| Старт \| \| 91 \| 30.07.2019 08:56 мск \| 1а \| «Фрегат-М» \| «Меридиан-М» № 8 \| «Плесецк» 43/4 \| Успех[162] \| [163] \| Старт \| \| 92 \| 31.07.2019 15:10:46 мск \| 1а \| - \| «Прогресс МС-12» \| «Байконур» 31/6 \| Успех[164] \| [165] \| Старт \| \| 93 \| 22.08.2019 06:38:32 мск \| 1а \| - \| «Союз МС-14» \| «Байконур» 31/6 \| Успех[166] \| [167] \| Старт \| \| 94 \| 26.09.2019 10:46 мск \| 1б \| «Фрегат-М» \| «Космос-2541» \| «Плесецк» 43/4 \| Успех[168] \| 26 сентября 2019 года в 10:46 мск ракета «Союз-2.1б» стартовала с космодрома «Плесецк» (Архангельская область) с космическим аппаратом эшелона системы предупреждения о ракетном нападении ЕКС-3 «Тундра»[169][170]. \| Старт \| \| 95 \| 25.11.2019 20:52 мск \| 1в \| «Волга» \| «Космос-2542» \| «Плесецк» 43/4 \| Успех[171] \| [172] \| Старт \| \| 96 \| 06.12.2019 12:34:11 мск \| 1а \| - \| «Прогресс МС-13» \| «Байконур» 31/6 \| Успех[173] \| [174] \| Старт \| \| 97 \| 11.12.2019 11:58:52 мск \| 1б \| «Фрегат-М» \| «Глонасс-М» № 759 \| «Плесецк» 43/3 \| Успех[175] \| [176] \| Старт \| \| 98 \| 18.12.2019 11:54:20 мск \| СТ-А \| «Фрегат-М» \| - CSG 1 - CHEOPS - EyeSat - ANGELS - OPS-SAT[англ.] \| ГКЦ \| Успех[177] \| [178][179] \| Старт \| \| 99 \| 07.02.2020 00:42:41 мск \| 1б \| «Фрегат-М» \| OneWeb (34 шт.) \| «Байконур» 31/6 \| Успех[180] \| [181][182] \| Старт \| \| 100 \| 20.02.2020 11:24:54 мск \| 1а \| «Фрегат-М» \| «Меридиан-М» № 9 \| «Плесецк» 43/3 \| Успех[183] \| [184][185] \| Старт \| \| 101 \| 16.03.2020 21:28 мск \| 1б \| «Фрегат-М» \| «Глонасс-М» № 760 \| «Плесецк» 43/4 \| Успех[186] \| [187][188] \| Старт \| \| 102 \| 21.03.2020 20:06:58 мск \| 1б \| «Фрегат-М» \| OneWeb (34 шт.) \| «Байконур» 31/6 \| Успех[189] \| [190][191] \| Старт \| \| 103 \| 09.04.2020 11:05:06 мск \| 1а \| - \| «Союз МС-16» \| «Байконур» 31/6 \| Успех[192] \| [193] \| Старт \| \| 104 \| 25.04.2020 04:51:41 мск \| 1а \| - \| «Прогресс МС-14» \| «Байконур» 31/6 \| Успех[194] \| [195] \| Старт \| \| 105 \| 22.05.2020 10:31 мск \| 1б \| «Фрегат-М» \| «Космос-2546» \| «Плесецк» 43/4 \| Успех[196] \| [197][198] \| Старт \| \| 106 \| 23.07.2020 17:26:21 мск \| 1а \| - \| «Прогресс МС-15» \| «Байконур» 31/6 \| Успех[199] \| [200] \| Старт \| \| 107 \| 28.09.2020 14:20 мск \| 1б \| «Фрегат-М» \| - «Гонец-М» № 27 - «Гонец-М» № 28 - «Гонец-М» № 29 - ICEYE Х-6 - ICEYE Х-7 - Lemur-2 120...123 - Kepler 3...4 - LacunaSat-3 - MeznSat - NetSat 1...4 - SALSAT - «Декарт» - «Норби» - «Ярило» № 1 - «Ярило» № 2 \| «Плесецк» 43/3 \| Успех[201] \| [202][203] \| Старт \| \| 108 \| 14.10.2020 08:45:04 мск \| 1а \| - \| «Союз МС-17» \| «Байконур» 31/6 \| Успех[204] \| [205] \| Старт \| \| 109 \| 25.10.2020 22:08 мск \| 1б \| «Фрегат-М» \| «Глонасс-К» № 705 \| «Плесецк» 43/4 \| Успех[206] \| [207][208] \| Старт \| \| 110 \| 02.12.2020 04:33:28 мск \| СТ-А \| «Фрегат-М» \| Falcon Eye 2 \| ГКЦ \| Успех[209] \| [210][211] \| Старт \| \| 111 \| 03.12.2020 04:14 мск \| 1б \| «Фрегат-М» \| - «Гонец-М» № 27 - «Гонец-М» № 28 - «Гонец-М» № 29 - «Космос-2548» \| «Плесецк» 43/3 \| Успех[212] \| [213][214] \| Старт \| \| 112 \| 18.12.2020 15:26:26 мск \| 1б* \| «Фрегат-М» \| OneWeb (36 шт.) \| «Восточный» 1С \| Успех[215] \| [216][217] \| Старт \| \| 113 \| 29.12.2020 19:42:07 мск \| СТ-А \| «Фрегат-М» \| CSO-2[фр.] \| ГКЦ \| Успех[218] \| [219][220] \| Старт \| \| 114 \| 02.02.2021 23:45 мск \| 1б \| - \| «Космос-2549» \| «Плесецк» 43/4 \| Успех[221] \| [222][223] \| Старт \| \| 115 \| 15.02.2021 07:45:05 мск \| 1а \| - \| «Прогресс МС-16» \| «Байконур» 31/6 \| Успех[224] \| [225] \| Старт \| \| 116 \| 28.02.2021 09:55:01 мск \| 1б \| «Фрегат-М» \| «Арктика-М» № 1 \| «Байконур» 31/6 \| Успех[226] \| [227] \| Старт \| \| 117 \| 22.03.2021 09:07:12 мск \| 1а \| «Фрегат-М» \| - CAS500-1 - ELSA-d (Chaser+Target) - GRUS-1B - GRUS-1C - GRUS-1D (FSTRA) - GRUS-1E - NAJM-1 - DMSAT-1 - ADELIS-SAMSON 1,2,3 - Kepler 6,7 - NanoSatC-Br2 - KMSL - Pumbaa - Timon - Beesat-5,-6,-7,-8 - Hiber-3 - UniSat-7 - BCCSAT-1 - DIY-1 (ArduiQube) - FESS - SMOG-1 - STECCO - Unicorn-1 - НИУ ВШЭ — ДЗЗ - Сириус-ДЗЗ - ОрбиКрафт-Зоркий - WildTrackCube-SIMBA - GRBAlpha - LacunaSat2-B - 3B5GSAT - Challenge ONE - KSU CubeSat \| «Байконур» 31/6 \| Успех[228] \| [229][230] \| Старт \| \| 118 \| 25.03.2021 05:47:33 мск \| 1б* \| «Фрегат-М» \| OneWeb (36 шт.) \| «Восточный» 1С \| Успех[231] \| [232][233] \| Старт \| \| 119 \| 09.04.2021 10:42:40 мск \| 1а \| - \| «Союз МС-18» \| «Байконур» 31/6 \| Успех[234] \| [235] \| Старт \| \| 120 \| 26.04.2021 01:14:08 мск \| 1б* \| «Фрегат-М» \| OneWeb (36 шт.) \| «Восточный» 1С \| Успех[236] \| [237][238] \| Старт \| \| 121 \| 28.05.2021 20:38:39 мск \| 1б* \| «Фрегат-М» \| OneWeb (36 шт.) \| «Восточный» 1С \| Успех[239] \| [240][241] \| Старт \| \| 122 \| 25.06.2021 22:50 мск \| 1б \| - \| «Космос-2550» \| «Плесецк» 43/4 \| Успех[242] \| [243][244] \| Старт \| \| 123 \| 30.06.2021 02:27:20 мск \| 1а \| - \| «Прогресс МС-17» \| «Байконур» 31/6 \| Успех[245] \| [246] \| Старт \| \| 124 \| 01.07.2021 15:48:33 мск \| 1б* \| «Фрегат-М» \| OneWeb (36 шт.) \| «Восточный» 1С \| Успех[247] \| [248][249] \| Старт \| \| 125 \| 22.08.2021 01:13:40 мск \| 1б \| «Фрегат-М» \| OneWeb (34 шт.) \| «Байконур» 31/6 \| Успех[250] \| [251][252] \| Старт \| \| 126 \| 09.09.2021 22:59 мск \| 1в \| - \| «Космос-2551» \| «Плесецк» 43/4 \| Успех[253] \| [254][255] \| Старт \| \| 127 \| 14.09.2021 21:07:19 мск \| 1б \| «Фрегат-М» \| OneWeb (34 шт.) \| «Байконур» 31/6 \| Успех[256] \| [257][258] \| Старт \| \| 128 \| 05.10.2021 11:55:02 мск \| 1а \| - \| «Союз МС-19» \| «Байконур» 31/6 \| Успех[259] \| [260] \| Старт \| \| 129 \| 14.10.2021 12:40:10 мск \| 1б* \| «Фрегат-М» \| OneWeb (36 шт.) \| «Восточный» 1С \| Успех[261] \| [262][263] \| Старт \| \| 130 \| 28.10.2021 03:00:32 мск \| 1а \| - \| «Прогресс МС-18» \| «Байконур» 31/6 \| Успех[264] \| [265] \| Старт \| \| 131 \| 24.11.2021 16:06:35 мск \| 1б \| - \| «Прогресс М-УМ» \| «Байконур» 31/6 \| Успех[266] \| [267] \| Старт \| \| 132 \| 25.11.2021 04:09:13 мск \| 1б \| «Фрегат-М» \| «Космос-2552» \| «Плесецк» 43/4 \| Успех[268] \| [269][270] \| Старт \| \| 133 \| 05.12.2021 03:19:20 мск \| СТ-Б \| «Фрегат-МТ» \| GALILEO (2 шт.) \| ГКЦ \| Успех[271] \| [272][273] \| Старт \| \| 134 \| 08.12.2021 10:38:15 мск \| 1а \| - \| «Союз МС-20» \| «Байконур» 31/6 \| Успех[274] \| [275] \| Старт \| \| 135 \| 27.12.2021 16:10:37 мск \| 1б \| «Фрегат-М» \| OneWeb (36 шт.) \| «Байконур» 31/6 \| Успех[276] \| [277][278] \| Старт \| \| 136 \| 05.02.2022 10:00:00 мск \| 1а \| «Фрегат-М» \| «Космос-2553» \| «Плесецк» 43/4 \| Успех[279] \| [280][281] \| Старт \| \| 137 \| 10.02.2022 21:09:37 мск \| СТ-Б \| «Фрегат-М» \| OneWeb (34 шт.) \| ГКЦ \| Успех[282] \| [283][284] \| Старт \| \| 138 \| 15.02.2022 07:25:40 мск \| 1а \| - \| «Прогресс МС-19» \| «Байконур» 31/6 \| Успех[285] \| [286] \| Старт \| \| 139 \| 18.03.2022 18:55:19 мск \| 1а \| - \| «Союз МС-21» \| «Байконур» 31/6 \| Успех[287] \| [288] \| Старт \| \| 140 \| 22.03.2022 15:48:23 мск \| 1а \| «Фрегат» \| «Меридиан-М» \| «Плесецк» 43 \| Успех[289] \| [290] \| Старт \| |                         |        |             | |                    |                 | |                     |
| * адаптированный вариант РН для космодрома «Восточный» |                         |        |             | |                    |                 | |                     |
| 1—10 \| 11—20 \| 21—30 \| 31—40 \| 41—50 \| 51—60 \| 61—70 \| 71—80 \| 81—90 \| 91—100 \| 101—110 \| 111—120 \| 121—130 \| 131—140 |                         |        |             | |                    |                 | |                     |
| № | Дата и время            | Тип РН | Тип РБ      | Полезная нагрузка | Стартовый комплекс | Результат       | Примечание | Видео               |
| 1 | 08.11.2004 21:29:57     | 1а     | -           | «Облик» | «Плесецк» 43/4     | Успех           | Пуск производился по суборбитальной траектории с затоплением макета ПН в Тихом океане. |                     |
| 2 | 19.10.2006 19:28:13     | 1а     | «Фрегат»    | MetOp-A | «Байконур» 31/6    | Успех           | Пуску предшествовали комплексные испытания в январе 2006 года. Пуск произведён с 6-й попытки: первоначально планировался на 17 июля 2006, дважды переносился (на 18 и 19 июля), после чего РН была снята со старта и отправлена на завод-изготовитель для ликвидации последствий длительной стоянки в заправленном состоянии. Следующие попытки состоялись 17-19 октября. Все переносы пуска, кроме 18 октября, были произведены из-за технических проблем с РН, 18 октября — по погодным (слишком сильный ветер).               |                     |
| 3 | 14.12.2006 11:34:44     | 1а     | «Фрегат»    | «Меридиан» № 1 | «Плесецк» 43/4     | Успех           | Пуску предшествовали комплексные испытания в октябре 2006 года. Пуск состоялся с 3-й попытки: первоначально он был запланирован на 22 декабря, но дважды переносился из-за технических проблем с РБ «Фрегат» |                     |
| 4 | 27.12.2006 17:23:38     | 1б     | «Фрегат»    | COROT | «Байконур» 31/6    | Успех           | Первое лётное испытания двигателя РД-0124 |                     |
| 5 | 26.07.2008 21:31:35     | 1б     | -           | «Космос-2441» | «Плесецк» 43/4     | Успех           | Пуску предшествовали комплексные испытания в марте 2008 года. Первоначально планировался на 25 июля, но дата пуска была переназначена для устранения технических проблем выявленных при предварительных проверках РН и КА. Первое самостоятельное (без РБ) использование РН для выведения полезной нагрузки. |                     |
| 6 | 22.05.2009 00:53:33     | 1а     | «Фрегат»    | «Меридиан» № 2 | «Плесецк» 43/4     | Частичный успех | Пуск был объявлен как успешный, но потом выяснилось, что аппарат находится на нецелевой орбите. |                     |
| 7 | 17.09.2009 18:55:07     | 1б     | «Фрегат»    | - «Метеор-М» № 1 - «Стерх» № 2 - «Университетский-Татьяна-2» - УГАТУ-САТ - BLITS - «ИРИС» - SumbandilaSat | «Байконур» 31/6    | Успех           | В попутную полезную нагрузку включена технологическая установка «ИРИС», преднаязначенная для проведения эксперимента с пневматическими отверждаемыми конструкциями — надувными отверждаемыми солнечными генераторами. |                     |
| 8 | 19.10.2010 20:10:59     | 1а     | «Фрегат-М»  | Globalstar (6 шт.) | «Байконур» 31/6    | Успех           | Первый пуск после модернизации наземной части СУ и с использованием более чем вдвое укороченным (с 3,5 до 1,5 часов) временем предпусковой подготовки РН. |                     |
| 9 | 02.11.2010 03:58:39     | 1а     | «Фрегат-М»  | «Меридиан» № 3 | «Плесецк» 43/4     | Успех           | Последний пуск по программе испытаний варианта 1а |                     |
| 10 | 26.02.2011 06:07        | 1б     | «Фрегат-М»  | «Глонасс-К1» № 1 | «Плесецк» 43/4     | Успех           | Первоначально пуск планировался на 24.02.2011, из-за проблем с СУ дважды переносился на сутки. |                     |
| 11 | 04.05.2011 21:41:33     | 1а     | «Фрегат-М»  | «Меридиан» № 4 | «Плесецк» 43/4     | Успех           | |                     |
| 12 | 13.07.2011 06:27:04     | 1а     | «Фрегат-М»  | Globalstar (6 шт.) | «Байконур» 31/6    | Успех           | Первоначально пуск планировался на 11.07.2011, из-за проблем с оборудованием СК дважды переносился на сутки. |                     |
| 13 | 03.10.2011 00:15:00     | 1б     | «Фрегат-М»  | «Глонасс-М» № 33 | «Плесецк» 43/4     | Успех           | Этот старт ракеты со спутником должен был состояться в ночь на 2 октября. Однако в связи с тем, что сила ветра на высоте от 7 до 10 километров тогда превышала установленные параметры, решением Госкомиссии запуск космического аппарата «Глонасс-М» с космодрома Плесецк был перенесён по метеоусловиям на резервную дату — 3 октября. |                     |
| 14 | 21.10.2011              | СТ-Б   | «Фрегат-МТ» | GALILEO (2 шт.) | ГКЦ                | Успех           | Первый пуск «Союз-2» из ГКЦ |                     |
| 15 | 28.11.2011              | 1б     | «Фрегат-М»  | «Глонасс-М» № 37 | «Плесецк» 43/4     | Успех           | |                     |
| 16 | 17.12.2011 06:03:00     | СТ-А   | «Фрегат»    | - Pléiades-1A - Elisa (4 шт.) - SSoT | ГКЦ                | Успех           | |                     |
| 17 | 23.12.2011 16:08 мск    | 1б     | «Фрегат-М»  | «Меридиан» № 5 | «Плесецк» 43/4     | Неудача         | Аппарат не был выведен на расчётную орбиту и упал на землю. По предварительным данным, причиной потери спутника стала нештатная работа двигателя РД-0124 третьей ступени ракеты-носителя. |                     |
| 18 | 28.12.2011 21:09 мск    | 1а     | «Фрегат-М»  | Globalstar (6 шт.) | «Байконур» 31/6    | Успех           | |                     |
| 19 | 17.09.2012 16:28        | 1а     | «Фрегат-М»  | MetOp-B | «Байконур» 31/6    | Успех           | |                     |
| 20 | 12.10.2012 18:15        | СТ-Б   | «Фрегат-МТ» | GALILEO (2 шт.) | ГКЦ                | Успех           | |                     |
| 21 | 14.11.2012 11:42        | 1а     | «Фрегат-М»  | «Меридиан» № 6 | «Плесецк» 43/4     | Успех           | |                     |
| 22 | 02.12.2012              | СТ-А   | «Фрегат»    | Pléiades-1B | ГКЦ                | Успех           | |                     |
| 23 | 06.02.2013              | 1а     | «Фрегат-М»  | Globalstar (6 шт.) | «Байконур» 31/6    | Успех           | |                     |
| 24 | 19.04.2013              | 1а     | -           | - «Бион-М» № 1 - «АИСТ» № 2 - Beesat-2 - Beesat-3 - SOMP - Dove-2 - OSSI-1 | «Байконур» 31/6    | Успех           | |                     |
| 25 | 26.04.2013              | 1б     | «Фрегат-М»  | «Глонасс-М» № 38 | «Плесецк» 43/4     | Успех           | |                     |
| 26 | 07.06.2013 22:37:59     | 1б     | -           | «Космос-2486» | «Плесецк» 43/4     | Успех           | |                     |
| 27 | 25.06.2013 21:28:48     | 1б     | -           | «Ресурс-П» № 1 | «Байконур» 31/6    | Успех           | |                     |
| 28 | 25.06.2013              | СТ-Б   | «Фрегат-МТ» | O3b (4 шт.) | ГКЦ                | Успех           | |                     |
| 29 | 19.12.2013 13:12        | СТ-Б   | «Фрегат-МТ» | Gaia | ГКЦ                | Успех           | |                     |
| 30 | 28.12.2013 16:30        | 1в     | «Волга»     | - «АИСТ» № 1 - СКРЛ-756 (2 шт.) | «Плесецк» 43/4     | Успех           | Первый запуск «Союз-2.1в». Пуск произведен с 3-й попытки: первоначально планировался на 23 декабря, но был дважды перенесён — первый раз на 25 декабря, второй раз на 28 декабря из-за необходимости дополнительных комплексных испытаний. |                     |
| 31 | 24.03.2014              | 1б     | «Фрегат-М»  | «Глонасс-М» № 42 | «Плесецк» 43/4     | Успех           | |                     |
| 32 | 04.04.2014 01:02        | СТ-А   | «Фрегат-М»  | Sentinel-1A | ГКЦ                | Успех           | |                     |
| 33 | 06.05.2014 17:49        | 1а     | -           | «Космос-2495» | «Плесецк» 43/4     | Успех           | |                     |
| 34 | 14.06.2014 21:17        | 1б     | «Фрегат-М»  | «Глонасс-М» № 43 | «Плесецк» 43/4     | Успех           | |                     |
| 35 | 08.07.2014              | 1б     | «Фрегат-М»  | - «Метеор-М» № 2 - «РЭЛЕК-Вернов» - DX1 - TechDemoSat-1 - Ukube-1 - SkySat-2 - AISSat-2 | «Байконур» 31/6    | Успех           | |                     |
| 36 | 10.07.2014              | СТ-Б   | «Фрегат-МТ» | O3b (4 шт.) | ГКЦ                | Успех           | |                     |
| 37 | 19.07.2014              | 1а     | -           | «Фотон-М» № 4 | «Байконур» 31/6    | Успех           | |                     |
| 38 | 22.08.2014 16:27 ЛМВ    | СТ-Б   | «Фрегат-МТ» | GALILEO (2 шт.) | ГКЦ                | Частичный успех | Спутники были выведены на нерасчётную орбиту высотой 13 700 километров с наклонением 49,7 градусов, при расчётной около 23 500 километров с наклонением 55 градусов |                     |
| 39 | 29.10.2014              | 1а     | -           | «Прогресс М-25М» | «Байконур» 31/6    | Успех           | |                     |
| 40 | 30.10.2014              | 1а     | «Фрегат-М»  | «Меридиан» № 7 | «Плесецк» 43/4     | Успех           | |                     |
| 41 | 01.12.2014              | 1б     | «Фрегат-М»  | «Глонасс-К1» № 2 | «Плесецк» 43/4     | Успех           | |                     |
| 42 | 18.12.2014              | СТ-Б   | «Фрегат-МТ» | O3b (4 шт.) | ГКЦ                | Успех           | |                     |
| 43 | 25.12.2014              | 1б     | -           | «Космос-2502» | «Плесецк» 43/4     | Успех           | Спутник связи выведен на целевую орбиту. | Вывоз Пуск          |
| 44 | 26.12.2014 21:55 мск    | 1б     | -           | «Ресурс-П» № 2 | «Байконур» 31/6    | Успех           | | Вывоз               |
| 45 | 27.02.2015              | 1а     | -           | «Космос-2503» | «Плесецк» 43/4     | Успех           | |                     |
| 46 | 28.03.2015 00:46 мск    | СТ-Б   | «Фрегат-МТ» | GALILEO (2 шт.) | ГКЦ                | Успех           | |                     |
| 47 | 28.04.2015 10.09 мск    | 1а     | -           | «Прогресс М-27М» | «Байконур» 31/6    | Неудача         | Корабль был выведен на нерасчётную орбиту, начал неконтролируемое вращение и сход с орбиты и 8.5.2015 сгорел в плотных слоях атмосферы. Вероятной причиной повреждения транспортного корабля называлась разгерметизация топливных баков третьей ступени в момент завершения работы двигателя. | Вывоз Пуск Репортаж |
| 48 | 05.06.2015 18:24 мск    | 1а     | -           | «Космос-2505» | «Плесецк» 43/4     | Успех           | Космический аппарат в интересах Министерства обороны. |                     |
| 49 | 23.06.2015 19:44 мск    | 1б     | -           | «Космос-2506» | «Плесецк» 43/4     | Успех           | Космический аппарат в интересах Министерства обороны. | Старт               |
| 50 | 11.09.2015 05:08 мск    | СТ-Б   | «Фрегат-МТ» | GALILEO (2 шт.) | ГКЦ                | Успех           | |                     |
| 51 | 17.11.2015 09:33 мск    | 1б     | «Фрегат-М»  | «Космос-2510» | «Плесецк» 43/4     | Успех           | |                     |
| 52 | 05.12.2015 17:09 мск    | 1в     | «Волга»     | - «Космос-2511» - «Космос-2512» | «Плесецк» 43/4     | Частичный успех | РН и блок выведения «Волга» отработали штатно в строгом соответствии с циклограммой полета. КА ДЗЗ «Канопус-СТ» не отделился от адаптера из-за сбоя в системе управления спутником. Калибровочно-юстировочный аппарат (КЮА-1), используемый для радиолокационных испытаний изделий концерна «Алмаз-Антей», был выведен на штатную орбиту и функционирует без сбоев. 8 декабря космический аппарат «Канопус-СТ» в связке с блоком выведения «Волга» сошел с орбиты, его обломки сгорели в плотных слоях атмосферы над Атлантикой. | Старт               |
| 53 | 17.12.2015 14:51 мск    | СТ-Б   | «Фрегат-МТ» | GALILEO (2 шт.) | ГКЦ                | Успех           | |                     |
| 54 | 21.12.2015 11:44 мск    | 1а     | -           | - «Прогресс МС-01» - «СМС на MКС» | «Байконур» 31/6    | Успех           | МКА для запуска с борта МКС |                     |
| 55 | 07.02.2016 03:21 мск    | 1б     | «Фрегат-М»  | «Глонасс-М» № 44 | «Плесецк» 43/4     | Успех           | |                     |
| 56 | 13.03.2016 21:56 мск    | 1б     | -           | «Ресурс-П» № 3 | «Байконур» 31/6    | Успех           | Через 9 минут 21 секунду КА отделился от третьей ступени РН на промежуточной орбите. КА предназначен для дистанционного зондирования Земли. |                     |
| 57 | 24.03.2016 12:42 мск    | 1а     | -           | «Космос-2515» | «Плесецк» 43/4     | Успех           | | Старт               |
| 58 | 31.03.2016 19:24 мск    | 1а     | -           | - «Прогресс МС-02» - «Томск-ТПУ-120» | «Байконур» 31/6    | Успех           | Отделение ТГК от РН произошло штатно через 8 минут 45 секунд после старта. Стыковка ТГК с МКС произошла 2.04.2016 в 20:58 МСК. МКА для запуска с борта МКС |                     |
| 59 | 26.04.2016 00:02 мск    | СТ-А   | «Фрегат-М»  | Sentinel-1B | ГКЦ                | Успех           | |                     |
| 60 | 28.04.2016 05:01 мск    | 1а*    | «Волга»     | - «Михайло Ломоносов» - «Аист-2Д» - «СамСат-218» | «Восточный» 1С     | Успех           | В 7:07 МСК произошло штатное отделение космических аппаратов. |                     |
| 61 | 24.05.2016              | СТ-Б   | «Фрегат-МТ» | GALILEO (2 шт.) | ГКЦ                | Успех           | |                     |
| 62 | 29.05.2016 11:45 мск    | 1б     | «Фрегат-М»  | «Глонасс-М» № 45 | «Плесецк» 43/4     | Успех           | | Старт               |
| 63 | 28.01.2017 04:03 мск    | СТ-Б   | «Фрегат-МТ» | Hispasat 36W-1 | ГКЦ                | Успех           | | Старт               |
| 64 | 18.05.2017 14.54 мск    | СТ-А   | «Фрегат-М»  | SES-15 | ГКЦ                | Успех           | | Старт               |
| 65 | 25.05.2017 09:34 мск    | 1б     | «Фрегат-М»  | «Космос-2518» | «Плесецк» 43/4     | Успех           | | Старт               |
| 66 | 14.06.2017 12:20 мск    | 1а     | -           | - «Прогресс МС-06» - ТНС-0 № 2 - «Танюша-ЮЗГУ» № 1 - «Танюша-ЮЗГУ» № 2 - «Сфера-53» № 2 | «Байконур» 31/6    | Успех           | Стыковка запланирована на 16 июня в 14:42 мск MKA для запуска с борта МКС | Старт               |
| 67 | 23.06.2017 21:04 мск    | 1в     | «Волга»     | «Космос-2519» | «Плесецк» 43/4     | Успех           | | Старт               |
| 68 | 14.07.2017 9:36 мск     | 1а     | «Фрегат-М»  | - «Канопус-В-ИК» - МКА-Н № 1 - МКА-Н № 2 - «Маяк» - «Искра-МАИ-85» - «Эквадор UTE-ЮЗГУ» - Flying Laptop - TechnoSat - WNISAT-1R - NorSat-1 - NorSat-2 - Flock-2k 1…48 - CICERO 1…3 - Corvus-BC 1…2 - Lemur-2 42…49 - NanoACE | «Байконур» 31/6    | Успех           | | Старт               |
| 69 | 22.09.2017 3:03 мск     | 1б     | «Фрегат-М»  | «Глонасс-М» № 46 | «Плесецк» 43/4     | Успех           | | Старт               |
| 70 | 14.10.2017 11:47 мск    | 1а     | -           | «Прогресс МС-07» | «Байконур» 31/6    | Успех           | Стыковка запланирована на 16 октября 2017 года в 14:09:57 мск. | Старт               |
| 71 | 28.11.2017 8:41 мск     | 1б*    | «Фрегат-М»  | - «Метеор-М» № 2-1 - «Бауманец-2» - LEO Vantage 2 - Helios-Wire BIU - IDEA-OSG 1 - AISSat-3 - D-Star One - SEAM - Corvus-BC 3 - Lemur-2 58…67 | «Восточный» 1С     | Успех           | В результате работы РН «Союз-2.1б» головной блок в составе РБ «Фрегат» и КА «Метеор-М» был выведен на заданную промежуточную орбиту. Однако из-за ошибки в программном обеспечении разгонного блока полезная нагрузка была потеряна. Так как РН выполнила свою задачу выведения без замечаний, в данном случае пуск РН считается успешным. | Старт               |
| 72 | 02.12.2017 13:43 мск    | 1б     | -           | «Космос-2524» | «Плесецк» 43/4     | Успех           | 2 декабря 2017 года был осуществлен запуск ракеты «Союз-2.1б» в интересах Министерства обороны России. | Старт               |
| 73 | 01.02.2018 05:07 мск    | 1а*    | «Фрегат-М»  | - «Канопус-В» № 3 - «Канопус-В» № 4 - Lemur-2 74…77 - S-Net A…D - D-Star One | «Восточный» 1С     | Успех           | | Старт               |
| 74 | 13.02.2018 11:13 мск    | 1а     | -           | - «Прогресс МС-08» - «Танюша-ЮЗГУ» № 3 - «Танюша-ЮЗГУ» № 4 | «Байконур» 31/6    | Успех           | Стыковка запланирована на 15 февраля 2018 года в 13:43 мск. МКА для запуска с борта МКС | Старт               |
| 75 | 09.03.2018 20.10 мск    | СТ-Б   | «Фрегат-МТ» | O3b (4 шт.) | ГКЦ                | Успех           | | Старт               |
| 76 | 29.03.2018 20:38 мск    | 1в     | -           | «Космос-2525» | «Плесецк» 43/4     | Успех           | | Старт               |
| 77 | 17.06.2018 00:46 мск    | 1б     | «Фрегат-М»  | «Глонасс-М» № 47 | «Плесецк» 43/4     | Успех           | 17 июня 2018 года ракета «Союз-2.1б» стартовала с космодрома «Плесецк» (Архангельская область) с навигационным спутником «Глонасс-М». | Старт               |
| 78 | 10.07.2018 00:51 мск    | 1а     | -           | - «Прогресс МС-09» - «СириусСат-1» - «СириусСат-2» | «Байконур» 31/6    | Успех           | Стыковка запланирована на 10 июля 2018 года в 04:31 мск. МКА для запуска с борта МКС | Старт               |
| 79 | 25.10.2018 03:15 мск    | 1б     | -           | «Космос-2528» | «Плесецк» 43/4     | Успех           | 25 октября 2018 года ракета «Союз-2.1б» стартовала с космодрома «Плесецк» (Архангельская область) в интересах Минобороны России. |                     |
| 80 | 03.11.2018 23:17:53 ДМВ | 1б     | «Фрегат-М»  | «Глонасс-М» № 48 | «Плесецк» 43/4     | Успех           | |                     |
| 81 | 07.11.2018              | СТ-Б   | «Фрегат-М»  | MetOp-C | ГКЦ                | Успех           | | Старт               |
| 82 | 19.12.2018 19:37:14 мск | СТ-А   | «Фрегат-М»  | CSO-1 | ГКЦ                | Успех           | | Старт               |
| 83 | 27.12.2018 05:07:18 мск | 1а*    | «Фрегат-М»  | - «Канопус-В» № 5 - «Канопус-В» № 6 - GRUS-1 - ZACube-2 - Lume-1 - Flock-3k 1…12 - Lemur-2 88…95 - D-Star One iSat - D-Star One Sparrow - UWE-4 - ICEYE-Dummy - SAMSON-Dummy 1…3 | «Восточный» 1С     | Успех           | | Старт               |
| 84 | 21.02.2019 19:47:00 мск | 1б     | «Фрегат-М»  | Egyptsat-A | «Байконур» 31/6    | Успех           | |                     |
| 85 | 28.02.2019 00:37 мск    | СТ-Б   | «Фрегат-М»  | OneWeb (6 шт.) | ГКЦ                | Успех           | | Старт               |
| 86 | 04.04.2019 14:01:35 мск | 1а     | -           | «Прогресс МС-11» | «Байконур» 31/6    | Успех           | | Старт               |
| 87 | 04.04.2019 20:03 мск    | СТ-Б   | «Фрегат-МТ» | O3b (4 шт.) | ГКЦ                | Успех           | | Старт               |
| 88 | 27.05.2019 09:23 мск    | 1б     | «Фрегат-М»  | «Глонасс-М» № 58 | «Плесецк» 43/4     | Успех           | | Старт               |
| 89 | 05.07.2019 08:41 мск    | 1б*    | «Фрегат-М»  | - «Метеор-М» № 2-2 - «Сократ» - «ВДНХ-80» - «АмурСат» - SEAM-2.0 - MTCube - SONATE - Beesat 9…13 - MOVE-IIb - TTU-101 - Ecuador-UTE - El Camino Real - Lemur-2 100…107 - NSLSat-1 - JAISAT-1 - EXOCONNECT - LightSat - Lucky-7 - ICEYE X4 - ICEYE X5 - CarboNIX - DoT 1 | «Восточный» 1С     | Успех           | [ 159 ] | Старт               |
| 90 | 10.07.2019 20:14 мск    | 1в     | «Волга»     | - «Космос-2535» - «Космос-2536» - «Космос-2537» - «Космос-2538» | «Плесецк» 43/4     | Успех           | [ 161 ] | Старт               |
| 91 | 30.07.2019 08:56 мск    | 1а     | «Фрегат-М»  | «Меридиан-М» № 8 | «Плесецк» 43/4     | Успех           | [ 163 ] | Старт               |
| 92 | 31.07.2019 15:10:46 мск | 1а     | -           | «Прогресс МС-12» | «Байконур» 31/6    | Успех           | [ 165 ] | Старт               |
| 93 | 22.08.2019 06:38:32 мск | 1а     | -           | «Союз МС-14» | «Байконур» 31/6    | Успех           | [ 167 ] | Старт               |
| 94 | 26.09.2019 10:46 мск    | 1б     | «Фрегат-М»  | «Космос-2541» | «Плесецк» 43/4     | Успех           | 26 сентября 2019 года в 10:46 мск ракета «Союз-2.1б» стартовала с космодрома «Плесецк» (Архангельская область) с космическим аппаратом эшелона системы предупреждения о ракетном нападении ЕКС-3 «Тундра». | Старт               |
| 95 | 25.11.2019 20:52 мск    | 1в     | «Волга»     | «Космос-2542» | «Плесецк» 43/4     | Успех           | [ 172 ] | Старт               |
| 96 | 06.12.2019 12:34:11 мск | 1а     | -           | «Прогресс МС-13» | «Байконур» 31/6    | Успех           | [ 174 ] | Старт               |
| 97 | 11.12.2019 11:58:52 мск | 1б     | «Фрегат-М»  | «Глонасс-М» № 759 | «Плесецк» 43/3     | Успех           | [ 176 ] | Старт               |
| 98 | 18.12.2019 11:54:20 мск | СТ-А   | «Фрегат-М»  | - CSG 1 - CHEOPS - EyeSat - ANGELS - OPS-SAT | ГКЦ                | Успех           | [ 178 ] [ 179 ] | Старт               |
| 99 | 07.02.2020 00:42:41 мск | 1б     | «Фрегат-М»  | OneWeb (34 шт.) | «Байконур» 31/6    | Успех           | [ 181 ] [ 182 ] | Старт               |
| 100 | 20.02.2020 11:24:54 мск | 1а     | «Фрегат-М»  | «Меридиан-М» № 9 | «Плесецк» 43/3     | Успех           | [ 184 ] [ 185 ] | Старт               |
| 101 | 16.03.2020 21:28 мск    | 1б     | «Фрегат-М»  | «Глонасс-М» № 760 | «Плесецк» 43/4     | Успех           | [ 187 ] [ 188 ] | Старт               |
| 102 | 21.03.2020 20:06:58 мск | 1б     | «Фрегат-М»  | OneWeb (34 шт.) | «Байконур» 31/6    | Успех           | [ 190 ] [ 191 ] | Старт               |
| 103 | 09.04.2020 11:05:06 мск | 1а     | -           | «Союз МС-16» | «Байконур» 31/6    | Успех           | [ 193 ] | Старт               |
| 104 | 25.04.2020 04:51:41 мск | 1а     | -           | «Прогресс МС-14» | «Байконур» 31/6    | Успех           | [ 195 ] | Старт               |
| 105 | 22.05.2020 10:31 мск    | 1б     | «Фрегат-М»  | «Космос-2546» | «Плесецк» 43/4     | Успех           | [ 197 ] [ 198 ] | Старт               |
| 106 | 23.07.2020 17:26:21 мск | 1а     | -           | «Прогресс МС-15» | «Байконур» 31/6    | Успех           | [ 200 ] | Старт               |
| 107 | 28.09.2020 14:20 мск    | 1б     | «Фрегат-М»  | - «Гонец-М» № 27 - «Гонец-М» № 28 - «Гонец-М» № 29 - ICEYE Х-6 - ICEYE Х-7 - Lemur-2 120...123 - Kepler 3...4 - LacunaSat-3 - MeznSat - NetSat 1...4 - SALSAT - «Декарт» - «Норби» - «Ярило» № 1 - «Ярило» № 2 | «Плесецк» 43/3     | Успех           | [ 202 ] [ 203 ] | Старт               |
| 108 | 14.10.2020 08:45:04 мск | 1а     | -           | «Союз МС-17» | «Байконур» 31/6    | Успех           | [ 205 ] | Старт               |
| 109 | 25.10.2020 22:08 мск    | 1б     | «Фрегат-М»  | «Глонасс-К» № 705 | «Плесецк» 43/4     | Успех           | [ 207 ] [ 208 ] | Старт               |
| 110 | 02.12.2020 04:33:28 мск | СТ-А   | «Фрегат-М»  | Falcon Eye 2 | ГКЦ                | Успех           | [ 210 ] [ 211 ] | Старт               |
| 111 | 03.12.2020 04:14 мск    | 1б     | «Фрегат-М»  | - «Гонец-М» № 27 - «Гонец-М» № 28 - «Гонец-М» № 29 - «Космос-2548» | «Плесецк» 43/3     | Успех           | [ 213 ] [ 214 ] | Старт               |
| 112 | 18.12.2020 15:26:26 мск | 1б*    | «Фрегат-М»  | OneWeb (36 шт.) | «Восточный» 1С     | Успех           | [ 216 ] [ 217 ] | Старт               |
| 113 | 29.12.2020 19:42:07 мск | СТ-А   | «Фрегат-М»  | CSO-2 | ГКЦ                | Успех           | [ 219 ] [ 220 ] | Старт               |
| 114 | 02.02.2021 23:45 мск    | 1б     | -           | «Космос-2549» | «Плесецк» 43/4     | Успех           | [ 222 ] [ 223 ] | Старт               |
| 115 | 15.02.2021 07:45:05 мск | 1а     | -           | «Прогресс МС-16» | «Байконур» 31/6    | Успех           | [ 225 ] | Старт               |
| 116 | 28.02.2021 09:55:01 мск | 1б     | «Фрегат-М»  | «Арктика-М» № 1 | «Байконур» 31/6    | Успех           | [ 227 ] | Старт               |
| 117 | 22.03.2021 09:07:12 мск | 1а     | «Фрегат-М»  | - CAS500-1 - ELSA-d (Chaser+Target) - GRUS-1B - GRUS-1C - GRUS-1D (FSTRA) - GRUS-1E - NAJM-1 - DMSAT-1 - ADELIS-SAMSON 1,2,3 - Kepler 6,7 - NanoSatC-Br2 - KMSL - Pumbaa - Timon - Beesat-5,-6,-7,-8 - Hiber-3 - UniSat-7 - BCCSAT-1 - DIY-1 (ArduiQube) - FESS - SMOG-1 - STECCO - Unicorn-1 - НИУ ВШЭ — ДЗЗ - Сириус-ДЗЗ - ОрбиКрафт-Зоркий - WildTrackCube-SIMBA - GRBAlpha - LacunaSat2-B - 3B5GSAT - Challenge ONE - KSU CubeSat | «Байконур» 31/6    | Успех           | [ 229 ] [ 230 ] | Старт               |
| 118 | 25.03.2021 05:47:33 мск | 1б*    | «Фрегат-М»  | OneWeb (36 шт.) | «Восточный» 1С     | Успех           | [ 232 ] [ 233 ] | Старт               |
| 119 | 09.04.2021 10:42:40 мск | 1а     | -           | «Союз МС-18» | «Байконур» 31/6    | Успех           | [ 235 ] | Старт               |
| 120 | 26.04.2021 01:14:08 мск | 1б*    | «Фрегат-М»  | OneWeb (36 шт.) | «Восточный» 1С     | Успех           | [ 237 ] [ 238 ] | Старт               |
| 121 | 28.05.2021 20:38:39 мск | 1б*    | «Фрегат-М»  | OneWeb (36 шт.) | «Восточный» 1С     | Успех           | [ 240 ] [ 241 ] | Старт               |
| 122 | 25.06.2021 22:50 мск    | 1б     | -           | «Космос-2550» | «Плесецк» 43/4     | Успех           | [ 243 ] [ 244 ] | Старт               |
| 123 | 30.06.2021 02:27:20 мск | 1а     | -           | «Прогресс МС-17» | «Байконур» 31/6    | Успех           | [ 246 ] | Старт               |
| 124 | 01.07.2021 15:48:33 мск | 1б*    | «Фрегат-М»  | OneWeb (36 шт.) | «Восточный» 1С     | Успех           | [ 248 ] [ 249 ] | Старт               |
| 125 | 22.08.2021 01:13:40 мск | 1б     | «Фрегат-М»  | OneWeb (34 шт.) | «Байконур» 31/6    | Успех           | [ 251 ] [ 252 ] | Старт               |
| 126 | 09.09.2021 22:59 мск    | 1в     | -           | «Космос-2551» | «Плесецк» 43/4     | Успех           | [ 254 ] [ 255 ] | Старт               |
| 127 | 14.09.2021 21:07:19 мск | 1б     | «Фрегат-М»  | OneWeb (34 шт.) | «Байконур» 31/6    | Успех           | [ 257 ] [ 258 ] | Старт               |
| 128 | 05.10.2021 11:55:02 мск | 1а     | -           | «Союз МС-19» | «Байконур» 31/6    | Успех           | [ 260 ] | Старт               |
| 129 | 14.10.2021 12:40:10 мск | 1б*    | «Фрегат-М»  | OneWeb (36 шт.) | «Восточный» 1С     | Успех           | [ 262 ] [ 263 ] | Старт               |
| 130 | 28.10.2021 03:00:32 мск | 1а     | -           | «Прогресс МС-18» | «Байконур» 31/6    | Успех           | [ 265 ] | Старт               |
| 131 | 24.11.2021 16:06:35 мск | 1б     | -           | «Прогресс М-УМ» | «Байконур» 31/6    | Успех           | [ 267 ] | Старт               |
| 132 | 25.11.2021 04:09:13 мск | 1б     | «Фрегат-М»  | «Космос-2552» | «Плесецк» 43/4     | Успех           | [ 269 ] [ 270 ] | Старт               |
| 133 | 05.12.2021 03:19:20 мск | СТ-Б   | «Фрегат-МТ» | GALILEO (2 шт.) | ГКЦ                | Успех           | [ 272 ] [ 273 ] | Старт               |
| 134 | 08.12.2021 10:38:15 мск | 1а     | -           | «Союз МС-20» | «Байконур» 31/6    | Успех           | [ 275 ] | Старт               |
| 135 | 27.12.2021 16:10:37 мск | 1б     | «Фрегат-М»  | OneWeb (36 шт.) | «Байконур» 31/6    | Успех           | [ 277 ] [ 278 ] | Старт               |
| 136 | 05.02.2022 10:00:00 мск | 1а     | «Фрегат-М»  | «Космос-2553» | «Плесецк» 43/4     | Успех           | [ 280 ] [ 281 ] | Старт               |
| 137 | 10.02.2022 21:09:37 мск | СТ-Б   | «Фрегат-М»  | OneWeb (34 шт.) | ГКЦ                | Успех           | [ 283 ] [ 284 ] | Старт               |
| 138 | 15.02.2022 07:25:40 мск | 1а     | -           | «Прогресс МС-19» | «Байконур» 31/6    | Успех           | [ 286 ] | Старт               |
| 139 | 18.03.2022 18:55:19 мск | 1а     | -           | «Союз МС-21» | «Байконур» 31/6    | Успех           | [ 288 ] | Старт               |
| 140 | 22.03.2022 15:48:23 мск | 1а     | «Фрегат»    | «Меридиан-М» | «Плесецк» 43       | Успех           | [ 290 ] | Старт               |

## Предстоящие запуски
| \| Дата и время \| Тип РН \| Тип РБ \| Полезная нагрузка \| Стартовый комплекс \| \| ------------ \| ------ \| ------ \| ----------------- \| ------------------ \| |        |        |                   |                    |
| * адаптированный вариант РН для космодрома «Восточный» |        |        |                   |                    |
| Дата и время | Тип РН | Тип РБ | Полезная нагрузка | Стартовый комплекс |

## Видеогалерея
- Пуск ракеты-носителя «Союз-2» с космодрома «Плесецк» 24 июня 2017 года.
- Пуск ракеты-носителя Союз-2.1б с космодрома «Плесецк» 26 сентября 2019 года.
- Пуск ракеты-носителя Союз-2.1в с космодрома «Плесецк» 10 июля 2019 года.
- Пуск ракеты-носителя Союз-2.1в с космодрома «Плесецк» 25 ноября 2019 года.

### Видео
- Пуск ракеты-носителя «Союз-2» с космическим аппаратом «MetOp». Телестудия Роскосмоса.
- Пуск ракеты-носителя «Союз-2.1а»/«Фрегат» с шестью КА «Globalstar-2». Телестудия Роскосмоса.
- Лёгкий «Союз». Телестудия Роскосмоса.